# فهرست خورشیدگرفتگی‌های سده ۱۲ (میلادی)
این فهرست شامل فهرست خورشیدگرفتگی‌های قرن ۱۲ میلادی است که در طی سال‌های ۱۱۰۱ تا ۱۲۰۰ میلادی روی داده‌اند. در این دوره، ۲۵۰ خورشیدگرفتگی رخ داد که ۹۲ مورد آن خورشیدگرفتگی جزئی، ۸۲ مورد خورشیدگرفتگی حلقه‌ای، ۶۱ خورشیدگرفتگی کامل و ۱۵ مورد نیز از نوع خورشیدگرفتگی مرکب بود.
| تاریخ           | زمان بزرگ‌ترین گرفت | چرخهٔ ساروس | نوع    | Magnitude | مدت زمان          | مکان                                            | مسیر گرفتگی            | ناحیهٔ جغرافیایی | منبع(ها) |
| --------------- | ------------------ | ---------- | ------ | --------- | ----------------- | ----------------------------------------------- | ---------------------- | --------------- | -------- |
| ۳۰ آوریل ۱۱۰۱   | ۰۳:۲۹:۱۴           | ۱۰۴        | حلقه‌ای | ۰٫۹۴۵۹    | ۰۶ دقیقه ۵۷ ثانیه | ۲۰°۰۰′شمالی ۱۳۰°۱۸′شرقی / ۲۰٫۰°شمالی ۱۳۰٫۳°شرقی | ۲۰۰ کیلومتر (۱۲۰ مایل) |                 | [ ۱ ]    |
| ۲۴ اکتبر ۱۱۰۱   | ۰۹:۴۵:۱۶           | ۱۰۹        | کامل   | ۱٫۰۳۷۸    | ۰۳ دقیقه ۳۷ ثانیه | ۱۲°۱۸′جنوبی ۳۴°۴۲′شرقی / ۱۲٫۳°جنوبی ۳۴٫۷°شرقی   | ۱۲۷ کیلومتر (۷۹ مایل)  |                 | [ ۱ ]    |
| ۱۹ آوریل ۱۱۰۲   | ۰۵:۵۴:۳۳           | ۱۱۴        | حلقه‌ای | ۰٫۹۷۱۴    | ۰۳ دقیقه ۰۷ ثانیه | ۲۹°۳۰′جنوبی ۱۰۶°۱۲′شرقی / ۲۹٫۵°جنوبی ۱۰۶٫۲°شرقی | ۱۴۱ کیلومتر (۸۸ مایل)  |                 | [ ۱ ]    |
| ۱۳ اکتبر ۱۱۰۲   | ۲۱:۵۹:۲۵           | ۱۱۹        | حلقه‌ای | ۰٫۹۸۳۳    | ۰۱ دقیقه ۳۵ ثانیه | ۳۷°۴۸′شمالی ۱۳۳°۵۴′غربی / ۳۷٫۸°شمالی ۱۳۳٫۹°غربی | ۹۱ کیلومتر (۵۷ مایل)   |                 | [ ۱ ]    |
| ۱۰ مارس ۱۱۰۳    | ۰۵:۴۰:۵۲           | ۸۶         | جزئی   | ۰٫۵۴۴۰    | —                 | ۷۱°۵۴′شمالی ۱۷°۱۸′شرقی / ۷۱٫۹°شمالی ۱۷٫۳°شرقی   | —                      |                 | [ ۱ ]    |
| ۸ آوریل ۱۱۰۳    | ۱۵:۱۲:۱۰           | ۱۲۴        | جزئی   | ۰٫۲۷۹۷    | —                 | ۷۱°۲۴′جنوبی ۱۶°۵۴′شرقی / ۷۱٫۴°جنوبی ۱۶٫۹°شرقی   | —                      |                 | [ ۱ ]    |
| ۳ سپتامبر ۱۱۰۳  | ۱۰:۳۸:۲۰           | ۹۱         | جزئی   | ۰٫۲۶۴۶    | —                 | ۷۱°۴۸′جنوبی ۴۸°۴۸′غربی / ۷۱٫۸°جنوبی ۴۸٫۸°غربی   | —                      |                 | [ ۱ ]    |
| ۳ اکتبر ۱۱۰۳    | ۰۳:۱۷:۵۰           | ۱۲۹        | جزئی   | ۰٫۰۵۵۶    | —                 | ۷۱°۴۲′شمالی ۱۵۷°۰۶′غربی / ۷۱٫۷°شمالی ۱۵۷٫۱°غربی | —                      |                 | [ ۱ ]    |
| ۲۷ فوریه ۱۱۰۴   | ۲۱:۴۶:۵۷           | ۹۶         | کامل   | ۱٫۰۵۶۸    | ۰۴ دقیقه ۴۹ ثانیه | ۲۵°۱۸′شمالی ۱۴۹°۱۸′غربی / ۲۵٫۳°شمالی ۱۴۹٫۳°غربی | ۲۲۱ کیلومتر (۱۳۷ مایل) |                 | [ ۱ ]    |
| ۲۲ اوت ۱۱۰۴     | ۱۰:۵۰:۴۱           | ۱۰۱        | حلقه‌ای | ۰٫۹۴۶۶    | ۰۶ دقیقه ۰۴ ثانیه | ۳۱°۳۰′جنوبی ۹°۱۲′شرقی / ۳۱٫۵°جنوبی ۹٫۲°شرقی     | ۲۶۴ کیلومتر (۱۶۴ مایل) |                 | [ ۱ ]    |
| ۱۶ فوریه ۱۱۰۵   | ۱۳:۰۲:۴۴           | ۱۰۶        | کامل   | ۱٫۰۲۴۹    | ۰۲ دقیقه ۲۳ ثانیه | ۱۸°۵۴′جنوبی ۵°۰۰′غربی / ۱۸٫۹°جنوبی ۵٫۰°غربی     | ۸۶ کیلومتر (۵۳ مایل)   |                 | [ ۱ ]    |
| ۱۱ اوت ۱۱۰۵     | ۱۶:۱۲:۳۵           | ۱۱۱        | مرکب   | ۱٫۰۰۰۸    | ۰۰ دقیقه ۰۵ ثانیه | ۱۹°۰۰′شمالی ۵۶°۳۶′غربی / ۱۹٫۰°شمالی ۵۶٫۶°غربی   | ۳ کیلومتر (۱٫۹ مایل)   |                 | [ ۱ ]    |
| ۵ فوریه ۱۱۰۶    | ۲۲:۵۸:۱۸           | ۱۱۶        | حلقه‌ای | ۰٫۹۵۷۵    | ۰۲ دقیقه ۵۹ ثانیه | ۷۳°۳۶′جنوبی ۱۰۶°۳۶′غربی / ۷۳٫۶°جنوبی ۱۰۶٫۶°غربی | ۳۷۸ کیلومتر (۲۳۵ مایل) |                 | [ ۱ ]    |
| ۱ اوت ۱۱۰۶      | ۰۴:۵۱:۳۳           | ۱۲۱        | کامل   | ۱٫۰۴۸۱    | ۰۳ دقیقه ۰۰ ثانیه | ۷۰°۴۸′شمالی ۱۴۲°۱۲′شرقی / ۷۰٫۸°شمالی ۱۴۲٫۲°شرقی | ۲۹۲ کیلومتر (۱۸۱ مایل) |                 | [ ۱ ]    |
| ۲۷ دسامبر ۱۱۰۶  | ۰۶:۲۲:۵۷           | ۸۸         | جزئی   | ۰٫۲۸۲۳    | —                 | ۶۷°۰۰′شمالی ۹۱°۱۸′شرقی / ۶۷٫۰°شمالی ۹۱٫۳°شرقی   | —                      |                 | [ ۱ ]    |
| ۲۲ ژوئیه ۱۱۰۷   | ۱۴:۴۵:۵۲           | ۹۳         | کامل   | ۱٫۰۵۷۰    | ۰۴ دقیقه ۱۰ ثانیه | ۵۳°۳۶′جنوبی ۳۲°۰۰′غربی / ۵۳٫۶°جنوبی ۳۲٫۰°غربی   | ۸۳۴ کیلومتر (۵۱۸ مایل) |                 | [ ۱ ]    |
| ۱۶ دسامبر ۱۱۰۷  | ۰۶:۴۹:۵۸           | ۹۸         | حلقه‌ای | ۰٫۹۳۹۸    | ۰۷ دقیقه ۳۵ ثانیه | ۲۰°۴۸′شمالی ۸۶°۰۶′شرقی / ۲۰٫۸°شمالی ۸۶٫۱°شرقی   | ۳۱۲ کیلومتر (۱۹۴ مایل) |                 | [ ۱ ]    |
| ۱۱ ژوئیه ۱۱۰۸   | ۰۵:۰۹:۱۷           | ۱۰۳        | کامل   | ۱٫۰۲۳۵    | ۰۲ دقیقه ۳۲ ثانیه | ۱۰°۰۰′شمالی ۱۰۸°۳۰′شرقی / ۱۰٫۰°شمالی ۱۰۸٫۵°شرقی | ۸۲ کیلومتر (۵۱ مایل)   |                 | [ ۱ ]    |
| ۴ دسامبر ۱۱۰۸   | ۱۴:۰۲:۱۶           | ۱۰۸        | حلقه‌ای | ۰٫۹۹۸۶    | ۰۰ دقیقه ۰۸ ثانیه | ۲۴°۴۲′جنوبی ۲۷°۴۲′غربی / ۲۴٫۷°جنوبی ۲۷٫۷°غربی   | ۵ کیلومتر (۳٫۱ مایل)   |                 | [ ۱ ]    |
| ۳۱ مه ۱۱۰۹      | ۱۲:۵۳:۴۷           | ۱۱۳        | حلقه‌ای | ۰٫۹۶۷۸    | ۰۲ دقیقه ۵۱ ثانیه | ۵۵°۵۴′شمالی ۲۱°۴۸′غربی / ۵۵٫۹°شمالی ۲۱٫۸°غربی   | ۱۴۰ کیلومتر (۸۷ مایل)  |                 | [ ۱ ]    |
| ۲۴ نوامبر ۱۱۰۹  | ۰۳:۳۶:۱۲           | ۱۱۸        | کامل   | ۱٫۰۳۷۲    | ۰۲ دقیقه ۲۶ ثانیه | ۶۳°۳۰′جنوبی ۱۰۴°۳۶′شرقی / ۶۳٫۵°جنوبی ۱۰۴٫۶°شرقی | ۱۷۵ کیلومتر (۱۰۹ مایل) |                 | [ ۱ ]    |
| ۲۰ آوریل ۱۱۱۰   | ۲۳:۰۸:۱۰           | ۸۵         | جزئی   | ۰٫۰۵۴۴    | —                 | ۶۱°۴۸′جنوبی ۱۰۰°۴۲′غربی / ۶۱٫۸°جنوبی ۱۰۰٫۷°غربی | —                      |                 | [ ۱ ]    |
| ۲۰ مه ۱۱۱۰      | ۱۴:۲۲:۲۷           | ۱۲۳        | جزئی   | ۰٫۳۸۷۶    | —                 | ۶۳°۳۶′شمالی ۱۷۳°۴۸′غربی / ۶۳٫۶°شمالی ۱۷۳٫۸°غربی | —                      |                 | [ ۱ ]    |
| ۱۵ اکتبر ۱۱۱۰   | ۰۸:۳۷:۴۴           | ۹۰         | جزئی   | ۰٫۳۹۰۵    | —                 | ۶۱°۲۴′شمالی ۱۲۰°۳۶′شرقی / ۶۱٫۴°شمالی ۱۲۰٫۶°شرقی | —                      |                 | [ ۱ ]    |
| ۱۳ نوامبر ۱۱۱۰  | ۱۹:۲۲:۲۰           | ۱۲۸        | جزئی   | ۰٫۳۳۸۰    | —                 | ۶۳°۱۲′جنوبی ۱۱۵°۱۸′شرقی / ۶۳٫۲°جنوبی ۱۱۵٫۳°شرقی | —                      |                 | [ ۱ ]    |
| ۱۰ آوریل ۱۱۱۱   | ۰۳:۰۹:۳۷           | ۹۵         | حلقه‌ای | ۰٫۹۸۳۲    | ۰۱ دقیقه ۳۴ ثانیه | ۳۲°۱۸′جنوبی ۱۶۰°۰۶′شرقی / ۳۲٫۳°جنوبی ۱۶۰٫۱°شرقی | ۸۶ کیلومتر (۵۳ مایل)   |                 | [ ۱ ]    |
| ۴ اکتبر ۱۱۱۱    | ۱۹:۱۲:۳۱           | ۱۰۰        | حلقه‌ای | ۰٫۹۷۱۲    | ۰۲ دقیقه ۴۴ ثانیه | ۳۰°۰۶′شمالی ۸۵°۳۰′غربی / ۳۰٫۱°شمالی ۸۵٫۵°غربی   | ۱۳۶ کیلومتر (۸۵ مایل)  |                 | [ ۱ ]    |
| ۲۹ مارس ۱۱۱۲    | ۱۴:۱۷:۳۱           | ۱۰۵        | کامل   | ۱٫۰۴۱۰    | ۰۳ دقیقه ۳۴ ثانیه | ۸°۰۰′شمالی ۳۰°۳۰′غربی / ۸٫۰°شمالی ۳۰٫۵°غربی     | ۱۳۷ کیلومتر (۸۵ مایل)  |                 | [ ۱ ]    |
| ۲۲ سپتامبر ۱۱۱۲ | ۲۲:۳۸:۲۶           | ۱۱۰        | حلقه‌ای | ۰٫۹۳۶۵    | ۰۷ دقیقه ۱۳ ثانیه | ۴°۴۸′جنوبی ۱۵۹°۰۶′غربی / ۴٫۸°جنوبی ۱۵۹٫۱°غربی   | ۲۳۷ کیلومتر (۱۴۷ مایل) |                 | [ ۱ ]    |
| ۱۹ مارس ۱۱۱۳    | ۰۶:۱۰:۳۸           | ۱۱۵        | کامل   | ۱٫۰۵۹۸    | ۰۴ دقیقه ۰۸ ثانیه | ۴۲°۴۲′شمالی ۶۳°۳۶′شرقی / ۴۲٫۷°شمالی ۶۳٫۶°شرقی   | ۲۹۰ کیلومتر (۱۸۰ مایل) |                 | [ ۱ ]    |
| ۱۱ سپتامبر ۱۱۱۳ | ۲۲:۲۲:۴۱           | ۱۲۰        | حلقه‌ای | ۰٫۹۳۳۶    | ۰۶ دقیقه ۲۴ ثانیه | ۴۰°۳۰′جنوبی ۱۷۷°۴۲′شرقی / ۴۰٫۵°جنوبی ۱۷۷٫۷°شرقی | ۳۷۳ کیلومتر (۲۳۲ مایل) |                 | [ ۱ ]    |
| ۷ فوریه ۱۱۱۴    | ۱۱:۲۶:۴۵           | ۸۷         | جزئی   | ۰٫۵۸۵۴    | —                 | ۶۱°۴۲′جنوبی ۱۳۲°۱۸′شرقی / ۶۱٫۷°جنوبی ۱۳۲٫۳°شرقی | —                      |                 | [ ۱ ]    |
| ۸ مارس ۱۱۱۴     | ۲۲:۱۷:۲۷           | ۱۲۵        | جزئی   | ۰٫۱۳۶۷    | —                 | ۶۱°۰۶′شمالی ۱۲۶°۳۰′شرقی / ۶۱٫۱°شمالی ۱۲۶٫۵°شرقی | —                      |                 | [ ۱ ]    |
| ۲ اوت ۱۱۱۴      | ۱۴:۳۱:۴۶           | ۹۲         | جزئی   | ۰٫۵۱۰۴    | —                 | ۶۲°۱۸′شمالی ۹۱°۰۰′شرقی / ۶۲٫۳°شمالی ۹۱٫۰°شرقی   | —                      |                 | [ ۱ ]    |
| ۱ سپتامبر ۱۱۱۴  | ۰۱:۵۷:۴۹           | ۱۳۰        | جزئی   | ۰٫۱۷۷۳    | —                 | ۶۱°۰۶′جنوبی ۷۵°۴۲′شرقی / ۶۱٫۱°جنوبی ۷۵٫۷°شرقی   | —                      |                 | [ ۱ ]    |
| ۲۷ ژانویه ۱۱۱۵  | ۱۹:۱۲:۳۲           | ۹۷         | حلقه‌ای | ۰٫۹۴۷۷    | ۰۴ دقیقه ۴۶ ثانیه | ۴۷°۱۸′جنوبی ۸۱°۳۶′غربی / ۴۷٫۳°جنوبی ۸۱٫۶°غربی   | ۲۳۰ کیلومتر (۱۴۰ مایل) |                 | [ ۱ ]    |
| ۲۳ ژوئیه ۱۱۱۵   | ۰۴:۴۷:۵۳           | ۱۰۲        | کامل   | ۱٫۰۶۶۳    | ۰۴ دقیقه ۵۰ ثانیه | ۴۵°۳۶′شمالی ۱۲۶°۴۸′شرقی / ۴۵٫۶°شمالی ۱۲۶٫۸°شرقی | ۲۴۶ کیلومتر (۱۵۳ مایل) |                 | [ ۱ ]    |
| ۱۶ ژانویه ۱۱۱۶  | ۲۰:۰۰:۵۷           | ۱۰۷        | حلقه‌ای | ۰٫۹۲۰۰    | ۱۰ دقیقه ۲۷ ثانیه | ۱۲°۲۴′جنوبی ۱۱۵°۱۲′غربی / ۱۲٫۴°جنوبی ۱۱۵٫۲°غربی | ۳۰۶ کیلومتر (۱۹۰ مایل) |                 | [ ۱ ]    |
| ۱۱ ژوئیه ۱۱۱۶   | ۲۱:۵۶:۲۱           | ۱۱۲        | کامل   | ۱٫۰۷۴۸    | ۰۶ دقیقه ۴۶ ثانیه | ۶°۴۸′شمالی ۱۴۸°۰۰′غربی / ۶٫۸°شمالی ۱۴۸٫۰°غربی   | ۲۵۱ کیلومتر (۱۵۶ مایل) |                 | [ ۱ ]    |
| ۴ ژانویه ۱۱۱۷   | ۱۹:۳۸:۵۱           | ۱۱۷        | حلقه‌ای | ۰٫۹۲۹۲    | ۰۸ دقیقه ۱۹ ثانیه | ۳۱°۰۰′شمالی ۱۲۱°۵۴′غربی / ۳۱٫۰°شمالی ۱۲۱٫۹°غربی | ۴۵۰ کیلومتر (۲۸۰ مایل) |                 | [ ۱ ]    |
| ۱ ژوئیه ۱۱۱۷    | ۱۳:۱۶:۲۷           | ۱۲۲        | جزئی   | ۰٫۹۳۳۷    | —                 | ۶۴°۳۰′جنوبی ۴۳°۰۰′غربی / ۶۴٫۵°جنوبی ۴۳٫۰°غربی   | —                      |                 | [ ۱ ]    |
| ۲۵ نوامبر ۱۱۱۷  | ۱۲:۰۴:۱۲           | ۸۹         | جزئی   | ۰٫۳۵۳۱    | —                 | ۶۷°۴۸′جنوبی ۱۷۰°۵۴′غربی / ۶۷٫۸°جنوبی ۱۷۰٫۹°غربی | —                      |                 | [ ۱ ]    |
| ۲۵ دسامبر ۱۱۱۷  | ۰۱:۰۷:۳۷           | ۱۲۷        | جزئی   | ۰٫۱۸۶۷    | —                 | ۶۴°۵۴′شمالی ۱۴۴°۴۲′شرقی / ۶۴٫۹°شمالی ۱۴۴٫۷°شرقی | —                      |                 | [ ۱ ]    |
| ۲۲ مه ۱۱۱۸      | ۰۹:۲۲:۲۲           | ۹۴         | حلقه‌ای | ۰٫۹۵۰۸    | ۰۳ دقیقه ۲۷ ثانیه | ۸۳°۵۴′شمالی ۵°۳۶′شرقی / ۸۳٫۹°شمالی ۵٫۶°شرقی     | ۴۰۶ کیلومتر (۲۵۲ مایل) |                 | [ ۱ ]    |
| ۱۵ نوامبر ۱۱۱۸  | ۰۲:۴۵:۱۳           | ۹۹         | کامل   | ۱٫۰۴۳۹    | ۰۳ دقیقه ۰۱ ثانیه | ۶۰°۲۴′جنوبی ۱۳۰°۳۰′شرقی / ۶۰٫۴°جنوبی ۱۳۰٫۵°شرقی | ۱۹۴ کیلومتر (۱۲۱ مایل) |                 | [ ۱ ]    |
| ۱۱ مه ۱۱۱۹      | ۱۰:۰۳:۰۰           | ۱۰۴        | حلقه‌ای | ۰٫۹۴۸۴    | ۰۶ دقیقه ۲۴ ثانیه | ۲۷°۲۴′شمالی ۳۰°۵۴′شرقی / ۲۷٫۴°شمالی ۳۰٫۹°شرقی   | ۱۹۲ کیلومتر (۱۱۹ مایل) |                 | [ ۱ ]    |
| ۴ نوامبر ۱۱۱۹   | ۱۸:۱۹:۳۸           | ۱۰۹        | کامل   | ۱٫۰۳۳۶    | ۰۳ دقیقه ۱۴ ثانیه | ۱۶°۲۴′جنوبی ۹۴°۱۲′غربی / ۱۶٫۴°جنوبی ۹۴٫۲°غربی   | ۱۱۳ کیلومتر (۷۰ مایل)  |                 | [ ۱ ]    |
| ۲۹ آوریل ۱۱۲۰   | ۱۲:۵۳:۵۴           | ۱۱۴        | حلقه‌ای | ۰٫۹۷۷۷    | ۰۲ دقیقه ۳۴ ثانیه | ۲۱°۱۸′جنوبی ۲°۵۴′غربی / ۲۱٫۳°جنوبی ۲٫۹°غربی     | ۱۰۱ کیلومتر (۶۳ مایل)  |                 | [ ۱ ]    |
| ۲۴ اکتبر ۱۱۲۰   | ۰۶:۰۹:۱۳           | ۱۱۹        | حلقه‌ای | ۰٫۹۷۸۱    | ۰۲ دقیقه ۱۲ ثانیه | ۳۳°۱۲′شمالی ۱۰۰°۰۰′شرقی / ۳۳٫۲°شمالی ۱۰۰٫۰°شرقی | ۱۱۷ کیلومتر (۷۳ مایل)  |                 | [ ۱ ]    |
| ۲۰ مارس ۱۱۲۱    | ۱۳:۴۱:۲۹           | ۸۶         | جزئی   | ۰٫۴۷۳۶    | —                 | ۷۱°۴۸′شمالی ۱۱۷°۱۲′غربی / ۷۱٫۸°شمالی ۱۱۷٫۲°غربی | —                      |                 | [ ۱ ]    |
| ۱۸ آوریل ۱۱۲۱   | ۲۲:۴۳:۱۶           | ۱۲۴        | جزئی   | ۰٫۳۹۲۹    | —                 | ۷۰°۴۲′جنوبی ۱۰۹°۳۰′غربی / ۷۰٫۷°جنوبی ۱۰۹٫۵°غربی | —                      |                 | [ ۱ ]    |
| ۱۳ سپتامبر ۱۱۲۱ | ۱۷:۴۵:۱۹           | ۹۱         | جزئی   | ۰٫۱۸۰۲    | —                 | ۷۲°۰۰′جنوبی ۱۷۰°۰۰′غربی / ۷۲٫۰°جنوبی ۱۷۰٫۰°غربی | —                      |                 | [ ۱ ]    |
| ۱۳ اکتبر ۱۱۲۱   | ۱۰:۵۶:۲۷           | ۱۲۹        | جزئی   | ۰٫۱۰۱۲    | —                 | ۷۱°۱۲′شمالی ۷۴°۱۲′شرقی / ۷۱٫۲°شمالی ۷۴٫۲°شرقی   | —                      |                 | [ ۱ ]    |
| ۱۰ مارس ۱۱۲۲    | ۰۶:۰۱:۲۹           | ۹۶         | کامل   | ۱٫۰۵۸۸    | ۰۴ دقیقه ۴۷ ثانیه | ۳۱°۳۶′شمالی ۸۴°۱۲′شرقی / ۳۱٫۶°شمالی ۸۴٫۲°شرقی   | ۲۳۵ کیلومتر (۱۴۶ مایل) |                 | [ ۱ ]    |
| ۲ سپتامبر ۱۱۲۲  | ۱۷:۵۶:۱۱           | ۱۰۱        | حلقه‌ای | ۰٫۹۴۴۹    | ۰۵ دقیقه ۴۸ ثانیه | ۳۹°۱۸′جنوبی ۱۰۲°۰۰′غربی / ۳۹٫۳°جنوبی ۱۰۲٫۰°غربی | ۲۹۵ کیلومتر (۱۸۳ مایل) |                 | [ ۱ ]    |
| ۲۷ فوریه ۱۱۲۳   | ۲۱:۱۵:۱۱           | ۱۰۶        | کامل   | ۱٫۰۲۵۱    | ۰۲ دقیقه ۲۷ ثانیه | ۱۳°۰۶′جنوبی ۱۲۹°۱۸′غربی / ۱۳٫۱°جنوبی ۱۲۹٫۳°غربی | ۸۶ کیلومتر (۵۳ مایل)   |                 | [ ۱ ]    |
| ۲۲ اوت ۱۱۲۳     | ۲۳:۳۶:۱۳           | ۱۱۱        | مرکب   | ۱٫۰۰۱۶    | ۰۰ دقیقه ۱۰ ثانیه | ۱۱°۵۴′شمالی ۱۶۹°۱۸′غربی / ۱۱٫۹°شمالی ۱۶۹٫۳°غربی | ۶ کیلومتر (۳٫۷ مایل)   |                 | [ ۱ ]    |
| ۱۷ فوریه ۱۱۲۴   | ۰۶:۵۶:۰۷           | ۱۱۶        | حلقه‌ای | ۰٫۹۵۸۱    | ۰۳ دقیقه ۰۸ ثانیه | ۶۷°۳۰′جنوبی ۱۲۳°۰۰′شرقی / ۶۷٫۵°جنوبی ۱۲۳٫۰°شرقی | ۳۳۵ کیلومتر (۲۰۸ مایل) |                 | [ ۱ ]    |
| ۱۱ اوت ۱۱۲۴     | ۱۲:۲۸:۴۹           | ۱۲۱        | کامل   | ۱٫۰۴۹۷    | ۰۳ دقیقه ۱۹ ثانیه | ۶۱°۲۴′شمالی ۲۰°۲۴′شرقی / ۶۱٫۴°شمالی ۲۰٫۴°شرقی   | ۲۵۹ کیلومتر (۱۶۱ مایل) |                 | [ ۱ ]    |
| ۶ ژانویه ۱۱۲۵   | ۱۴:۲۱:۲۹           | ۸۸         | جزئی   | ۰٫۲۶۷۶    | —                 | ۶۸°۰۶′شمالی ۳۹°۴۲′غربی / ۶۸٫۱°شمالی ۳۹٫۷°غربی   | —                      |                 | [ ۱ ]    |
| ۲ ژوئیه ۱۱۲۵    | ۲۲:۱۰:۰۵           | ۹۳         | جزئی   | ۰٫۹۲۹۴    | —                 | ۶۷°۲۴′جنوبی ۱۵۱°۳۰′غربی / ۶۷٫۴°جنوبی ۱۵۱٫۵°غربی | —                      |                 | [ ۱ ]    |
| ۱ اوت ۱۱۲۵      | ۰۵:۱۵:۰۹           | ۱۳۱        | جزئی   | ۰٫۱۱۹۸    | —                 | ۶۹°۵۴′شمالی ۱۰۹°۳۰′غربی / ۶۹٫۹°شمالی ۱۰۹٫۵°غربی | —                      |                 | [ ۱ ]    |
| ۲۶ دسامبر ۱۱۲۵  | ۱۵:۰۵:۳۲           | ۹۸         | حلقه‌ای | ۰٫۹۴۲۶    | ۰۷ دقیقه ۱۰ ثانیه | ۲۱°۴۸′شمالی ۴۰°۱۸′غربی / ۲۱٫۸°شمالی ۴۰٫۳°غربی   | ۲۹۸ کیلومتر (۱۸۵ مایل) |                 | [ ۱ ]    |
| ۲۲ ژوئیه ۱۱۲۶   | ۱۲:۱۲:۴۰           | ۱۰۳        | کامل   | ۱٫۰۱۹۳    | ۰۲ دقیقه ۰۹ ثانیه | ۵°۰۰′شمالی ۲°۰۶′شرقی / ۵٫۰°شمالی ۲٫۱°شرقی       | ۶۹ کیلومتر (۴۳ مایل)   |                 | [ ۱ ]    |
| ۱۵ دسامبر ۱۱۲۶  | ۲۲:۴۱:۴۸           | ۱۰۸        | مرکب   | ۱٫۰۰۱۳    | ۰۰ دقیقه ۰۸ ثانیه | ۲۵°۰۰′جنوبی ۱۵۶°۲۴′غربی / ۲۵٫۰°جنوبی ۱۵۶٫۴°غربی | ۵ کیلومتر (۳٫۱ مایل)   |                 | [ ۱ ]    |
| ۱۱ ژوئیه ۱۱۲۷   | ۱۹:۲۸:۵۸           | ۱۱۳        | حلقه‌ای | ۰٫۹۶۶۴    | ۰۳ دقیقه ۱۰ ثانیه | ۵۱°۴۸′شمالی ۱۱۴°۱۲′غربی / ۵۱٫۸°شمالی ۱۱۴٫۲°غربی | ۱۳۸ کیلومتر (۸۶ مایل)  |                 | [ ۱ ]    |
| ۵ دسامبر ۱۱۲۷   | ۱۲:۲۷:۰۸           | ۱۱۸        | کامل   | ۱٫۰۳۷۷    | ۰۲ دقیقه ۲۸ ثانیه | ۶۵°۵۴′جنوبی ۲۱°۱۲′غربی / ۶۵٫۹°جنوبی ۲۱٫۲°غربی   | ۱۷۶ کیلومتر (۱۰۹ مایل) |                 | [ ۱ ]    |
| ۳۰ مه ۱۱۲۸      | ۲۰:۴۵:۵۷           | ۱۲۳        | جزئی   | ۰٫۵۳۳۶    | —                 | ۶۴°۳۰′شمالی ۸۰°۳۰′شرقی / ۶۴٫۵°شمالی ۸۰٫۵°شرقی   | —                      |                 | [ ۱ ]    |
| ۲۵ اکتبر ۱۱۲۸   | ۱۷:۰۳:۲۲           | ۹۰         | جزئی   | ۰٫۳۵۲۸    | —                 | ۶۱°۵۴′شمالی ۱۵°۰۰′غربی / ۶۱٫۹°شمالی ۱۵٫۰°غربی   | —                      |                 | [ ۱ ]    |
| ۲۴ نوامبر ۱۱۲۸  | ۰۴:۰۹:۲۷           | ۱۲۸        | جزئی   | ۰٫۳۴۵۳    | —                 | ۶۴°۰۰′جنوبی ۲۶°۱۲′غربی / ۶۴٫۰°جنوبی ۲۶٫۲°غربی   | —                      |                 | [ ۱ ]    |
| ۲۰ آوریل ۱۱۲۹   | ۱۰:۲۱:۱۱           | ۹۵         | حلقه‌ای | ۰٫۹۸۷۹    | ۰۱ دقیقه ۰۸ ثانیه | ۳۴°۳۰′جنوبی ۵۲°۰۶′شرقی / ۳۴٫۵°جنوبی ۵۲٫۱°شرقی   | ۶۹ کیلومتر (۴۳ مایل)   |                 | [ ۱ ]    |
| ۱۵ اکتبر ۱۱۲۹   | ۰۳:۰۸:۳۳           | ۱۰۰        | حلقه‌ای | ۰٫۹۶۵۱    | ۰۳ دقیقه ۲۷ ثانیه | ۲۸°۴۲′شمالی ۱۵۴°۱۲′شرقی / ۲۸٫۷°شمالی ۱۵۴٫۲°شرقی | ۱۷۲ کیلومتر (۱۰۷ مایل) |                 | [ ۱ ]    |
| ۹ آوریل ۱۱۳۰    | ۲۲:۰۱:۱۸           | ۱۰۵        | کامل   | ۱٫۰۴۶۶    | ۰۴ دقیقه ۰۴ ثانیه | ۹°۱۸′شمالی ۱۴۶°۰۶′غربی / ۹٫۳°شمالی ۱۴۶٫۱°غربی   | ۱۵۵ کیلومتر (۹۶ مایل)  |                 | [ ۱ ]    |
| ۴ اکتبر ۱۱۳۰    | ۰۶:۰۳:۴۲           | ۱۱۰        | حلقه‌ای | ۰٫۹۳۲۴    | ۰۷ دقیقه ۴۸ ثانیه | ۷°۱۲′جنوبی ۸۹°۴۲′شرقی / ۷٫۲°جنوبی ۸۹٫۷°شرقی     | ۲۵۳ کیلومتر (۱۵۷ مایل) |                 | [ ۱ ]    |
| ۳۰ مارس ۱۱۳۱    | ۱۴:۱۱:۴۹           | ۱۱۵        | کامل   | ۱٫۰۶۳۹    | ۰۴ دقیقه ۲۲ ثانیه | ۴۳°۵۴′شمالی ۵۵°۴۸′غربی / ۴۳٫۹°شمالی ۵۵٫۸°غربی   | ۲۸۹ کیلومتر (۱۸۰ مایل) |                 | [ ۱ ]    |
| ۲۳ سپتامبر ۱۱۳۱ | ۰۵:۳۹:۵۴           | ۱۲۰        | حلقه‌ای | ۰٫۹۳۲۸    | ۰۶ دقیقه ۲۴ ثانیه | ۴۱°۱۲′جنوبی ۶۸°۵۴′شرقی / ۴۱٫۲°جنوبی ۶۸٫۹°شرقی   | ۳۵۱ کیلومتر (۲۱۸ مایل) |                 | [ ۱ ]    |
| ۱۸ فوریه ۱۱۳۲   | ۱۹:۴۱:۳۵           | ۸۷         | جزئی   | ۰٫۵۳۸۰    | —                 | ۶۱°۱۸′جنوبی ۰°۲۴′غربی / ۶۱٫۳°جنوبی ۰٫۴°غربی     | —                      |                 | [ ۱ ]    |
| ۱۹ مارس ۱۱۳۲    | ۰۶:۱۹:۲۷           | ۱۲۵        | جزئی   | ۰٫۲۰۲۴    | —                 | ۶۱°۰۶′شمالی ۳°۰۶′غربی / ۶۱٫۱°شمالی ۳٫۱°غربی     | —                      |                 | [ ۱ ]    |
| ۱۲ اوت ۱۱۳۲     | ۲۱:۵۵:۲۳           | ۹۲         | جزئی   | ۰٫۴۰۴۸    | —                 | ۶۱°۴۸′شمالی ۲۹°۱۲′غربی / ۶۱٫۸°شمالی ۲۹٫۲°غربی   | —                      |                 | [ ۱ ]    |
| ۱۱ سپتامبر ۱۱۳۲ | ۰۹:۲۹:۱۳           | ۱۳۰        | جزئی   | ۰٫۲۶۹۵    | —                 | ۶۰°۵۴′جنوبی ۴۶°۰۶′غربی / ۶۰٫۹°جنوبی ۴۶٫۱°غربی   | —                      |                 | [ ۱ ]    |
| ۷ فوریه ۱۱۳۳    | ۰۳:۱۰:۰۸           | ۹۷         | حلقه‌ای | ۰٫۹۴۷۳    | ۰۴ دقیقه ۴۹ ثانیه | ۴۴°۱۸′جنوبی ۱۶۰°۴۲′شرقی / ۴۴٫۳°جنوبی ۱۶۰٫۷°شرقی | ۲۳۵ کیلومتر (۱۴۶ مایل) |                 | [ ۱ ]    |
| ۲ اوت ۱۱۳۳      | ۱۲:۲۴:۲۶           | ۱۰۲        | کامل   | ۱٫۰۶۵۲    | ۰۴ دقیقه ۳۸ ثانیه | ۴۵°۴۸′شمالی ۱۶°۳۰′شرقی / ۴۵٫۸°شمالی ۱۶٫۵°شرقی   | ۲۵۲ کیلومتر (۱۵۷ مایل) |                 | [ ۱ ]    |
| ۲۷ ژانویه ۱۱۳۴  | ۰۳:۴۹:۲۱           | ۱۰۷        | حلقه‌ای | ۰٫۹۲۱۷    | ۰۹ دقیقه ۵۴ ثانیه | ۱۰°۳۶′جنوبی ۱۲۷°۵۴′شرقی / ۱۰٫۶°جنوبی ۱۲۷٫۹°شرقی | ۲۹۸ کیلومتر (۱۸۵ مایل) |                 | [ ۱ ]    |
| ۲۳ ژوئیه ۱۱۳۴   | ۰۵:۲۹:۱۹           | ۱۱۲        | کامل   | ۱٫۰۷۲۰    | ۰۶ دقیقه ۲۲ ثانیه | ۸°۳۶′شمالی ۹۹°۰۰′شرقی / ۸٫۶°شمالی ۹۹٫۰°شرقی     | ۲۳۸ کیلومتر (۱۴۸ مایل) |                 | [ ۱ ]    |
| ۱۶ ژانویه ۱۱۳۵  | ۰۳:۴۳:۱۷           | ۱۱۷        | حلقه‌ای | ۰٫۹۳۲۹    | ۰۷ دقیقه ۳۹ ثانیه | ۳۰°۵۴′شمالی ۱۱۴°۰۰′شرقی / ۳۰٫۹°شمالی ۱۱۴٫۰°شرقی | ۴۱۰ کیلومتر (۲۵۰ مایل) |                 | [ ۱ ]    |
| ۱۲ ژوئیه ۱۱۳۵   | ۲۰:۲۸:۴۸           | ۱۲۲        | کامل   | ۱٫۰۱۷۹    | ۰۱ دقیقه ۲۵ ثانیه | ۵۱°۳۰′جنوبی ۱۴۷°۴۸′غربی / ۵۱٫۵°جنوبی ۱۴۷٫۸°غربی | ۲۴۸ کیلومتر (۱۵۴ مایل) |                 | [ ۱ ]    |
| ۶ دسامبر ۱۱۳۵   | ۲۰:۴۶:۵۶           | ۸۹         | جزئی   | ۰٫۳۵۳۶    | —                 | ۶۶°۴۲′جنوبی ۴۷°۰۶′شرقی / ۶۶٫۷°جنوبی ۴۷٫۱°شرقی   | —                      |                 | [ ۱ ]    |
| ۵ ژانویه ۱۱۳۶   | ۰۹:۳۸:۵۵           | ۱۲۷        | جزئی   | ۰٫۲۰۱۰    | —                 | ۶۳°۵۴′شمالی ۶°۵۴′شرقی / ۶۳٫۹°شمالی ۶٫۹°شرقی     | —                      |                 | [ ۱ ]    |
| ۱ ژوئیه ۱۱۳۶    | ۱۵:۵۲:۵۸           | ۹۴         | حلقه‌ای | ۰٫۹۴۵۹    | ۰۳ دقیقه ۱۸ ثانیه | ۷۸°۰۰′شمالی ۱۲۴°۳۰′شرقی / ۷۸٫۰°شمالی ۱۲۴٫۵°شرقی | ۰۶۳ کیلومتر (۳۹ مایل)  |                 | [ ۱ ]    |
| ۲۵ نوامبر ۱۱۳۶  | ۱۱:۳۵:۰۶           | ۹۹         | کامل   | ۱٫۰۴۳۰    | ۰۲ دقیقه ۵۴ ثانیه | ۶۳°۱۸′جنوبی ۴°۰۰′شرقی / ۶۳٫۳°جنوبی ۴٫۰°شرقی     | ۱۹۱ کیلومتر (۱۱۹ مایل) |                 | [ ۱ ]    |
| ۲۱ مه ۱۱۳۷      | ۱۶:۳۰:۲۳           | ۱۰۴        | حلقه‌ای | ۰٫۹۵۰۴    | ۰۵ دقیقه ۵۱ ثانیه | ۳۴°۳۰′شمالی ۶۶°۰۰′غربی / ۳۴٫۵°شمالی ۶۶٫۰°غربی   | ۱۸۷ کیلومتر (۱۱۶ مایل) |                 | [ ۱ ]    |
| ۱۵ نوامبر ۱۱۳۷  | ۰۳:۰۰:۲۱           | ۱۰۹        | کامل   | ۱٫۰۲۹۷    | ۰۲ دقیقه ۵۳ ثانیه | ۱۹°۳۶′جنوبی ۱۳۵°۴۲′شرقی / ۱۹٫۶°جنوبی ۱۳۵٫۷°شرقی | ۱۰۱ کیلومتر (۶۳ مایل)  |                 | [ ۱ ]    |
| ۱۰ مه ۱۱۳۸      | ۱۹:۴۸:۳۳           | ۱۱۴        | حلقه‌ای | ۰٫۹۸۳۵    | ۰۱ دقیقه ۵۸ ثانیه | ۱۳°۳۰′جنوبی ۱۱۰°۰۰′غربی / ۱۳٫۵°جنوبی ۱۱۰٫۰°غربی | ۷۰ کیلومتر (۴۳ مایل)   |                 | [ ۱ ]    |
| ۴ نوامبر ۱۱۳۸   | ۱۴:۲۴:۴۱           | ۱۱۹        | حلقه‌ای | ۰٫۹۷۳۲    | ۰۲ دقیقه ۵۱ ثانیه | ۲۹°۲۴′شمالی ۲۷°۱۲′غربی / ۲۹٫۴°شمالی ۲۷٫۲°غربی   | ۱۴۱ کیلومتر (۸۸ مایل)  |                 | [ ۱ ]    |
| ۳۱ مارس ۱۱۳۹    | ۲۱:۳۵:۴۲           | ۸۶         | جزئی   | ۰٫۳۹۱۳    | —                 | ۷۱°۳۶′شمالی ۱۱۰°۰۰′شرقی / ۷۱٫۶°شمالی ۱۱۰٫۰°شرقی | —                      |                 | [ ۱ ]    |
| ۳۰ آوریل ۱۱۳۹   | ۰۶:۱۰:۰۲           | ۱۲۴        | جزئی   | ۰٫۵۱۵۹    | —                 | ۷۰°۰۰′جنوبی ۱۲۵°۴۸′شرقی / ۷۰٫۰°جنوبی ۱۲۵٫۸°شرقی | —                      |                 | [ ۱ ]    |
| ۲۵ سپتامبر ۱۱۳۹ | ۰۱:۰۰:۳۸           | ۹۱         | جزئی   | ۰٫۱۰۸۱    | —                 | ۷۲°۰۰′جنوبی ۶۶°۴۲′شرقی / ۷۲٫۰°جنوبی ۶۶٫۷°شرقی   | —                      |                 | [ ۱ ]    |
| ۲۴ اکتبر ۱۱۳۹   | ۱۸:۴۲:۰۷           | ۱۲۹        | جزئی   | ۰٫۱۳۶۹    | —                 | ۷۰°۳۶′شمالی ۵۵°۴۸′غربی / ۷۰٫۶°شمالی ۵۵٫۸°غربی   | —                      |                 | [ ۱ ]    |
| ۲۰ مارس ۱۱۴۰    | ۱۴:۰۸:۵۱           | ۹۶         | کامل   | ۱٫۰۶۰۷    | ۰۴ دقیقه ۴۲ ثانیه | ۳۸°۳۶′شمالی ۴۰°۴۸′غربی / ۳۸٫۶°شمالی ۴۰٫۸°غربی   | ۲۵۱ کیلومتر (۱۵۶ مایل) |                 | [ ۱ ]    |
| ۱۳ سپتامبر ۱۱۴۰ | ۰۱:۱۰:۲۴           | ۱۰۱        | حلقه‌ای | ۰٫۹۴۳۱    | ۰۵ دقیقه ۳۱ ثانیه | ۴۷°۰۶′جنوبی ۱۴۴°۰۰′شرقی / ۴۷٫۱°جنوبی ۱۴۴٫۰°شرقی | ۳۳۴ کیلومتر (۲۰۸ مایل) |                 | [ ۱ ]    |
| ۱۰ مارس ۱۱۴۱    | ۰۵:۱۹:۴۳           | ۱۰۶        | کامل   | ۱٫۰۲۵۴    | ۰۲ دقیقه ۳۰ ثانیه | ۶°۵۴′جنوبی ۱۰۷°۵۴′شرقی / ۶٫۹°جنوبی ۱۰۷٫۹°شرقی   | ۸۷ کیلومتر (۵۴ مایل)   |                 | [ ۱ ]    |
| ۲ سپتامبر ۱۱۴۱  | ۰۷:۰۸:۳۵           | ۱۱۱        | مرکب   | ۱٫۰۰۲۱    | ۰۰ دقیقه ۱۳ ثانیه | ۴°۵۴′شمالی ۷۵°۴۲′شرقی / ۴٫۹°شمالی ۷۵٫۷°شرقی     | ۷ کیلومتر (۴٫۳ مایل)   |                 | [ ۱ ]    |
| ۲۷ فوریه ۱۱۴۲   | ۱۴:۴۵:۰۰           | ۱۱۶        | حلقه‌ای | ۰٫۹۵۸۹    | ۰۳ دقیقه ۱۷ ثانیه | ۶۰°۴۸′جنوبی ۲°۵۴′غربی / ۶۰٫۸°جنوبی ۲٫۹°غربی     | ۲۹۳ کیلومتر (۱۸۲ مایل) |                 | [ ۱ ]    |
| ۲۲ اوت ۱۱۴۲     | ۲۰:۱۴:۱۳           | ۱۲۱        | کامل   | ۱٫۰۵۰۴    | ۰۳ دقیقه ۳۶ ثانیه | ۵۲°۵۴′شمالی ۱۰۰°۴۲′غربی / ۵۲٫۹°شمالی ۱۰۰٫۷°غربی | ۲۳۸ کیلومتر (۱۴۸ مایل) |                 | [ ۱ ]    |
| ۱۷ ژانویه ۱۱۴۳  | ۲۲:۱۶:۵۰           | ۸۸         | جزئی   | ۰٫۲۴۹۱    | —                 | ۶۹°۰۶′شمالی ۱۷۰°۲۴′غربی / ۶۹٫۱°شمالی ۱۷۰٫۴°غربی | —                      |                 | [ ۱ ]    |
| ۱۴ ژوئیه ۱۱۴۳   | ۰۵:۳۶:۱۹           | ۹۳         | جزئی   | ۰٫۷۸۸۹    | —                 | ۶۸°۲۴′جنوبی ۸۵°۲۴′شرقی / ۶۸٫۴°جنوبی ۸۵٫۴°شرقی   | —                      |                 | [ ۱ ]    |
| ۱۲ اوت ۱۱۴۳     | ۱۲:۵۷:۳۶           | ۱۳۱        | جزئی   | ۰٫۲۳۲۴    | —                 | ۷۰°۴۲′شمالی ۱۲۱°۵۴′شرقی / ۷۰٫۷°شمالی ۱۲۱٫۹°شرقی | —                      |                 | [ ۱ ]    |
| ۶ ژانویه ۱۱۴۴   | ۲۳:۱۹:۵۷           | ۹۸         | حلقه‌ای | ۰٫۹۴۵۹    | ۰۶ دقیقه ۳۶ ثانیه | ۲۳°۳۰′شمالی ۱۶۶°۳۶′غربی / ۲۳٫۵°شمالی ۱۶۶٫۶°غربی | ۲۸۲ کیلومتر (۱۷۵ مایل) |                 | [ ۱ ]    |
| ۲ ژوئیه ۱۱۴۴    | ۱۹:۱۵:۵۰           | ۱۰۳        | مرکب   | ۱٫۰۱۴۵    | ۰۱ دقیقه ۳۹ ثانیه | ۰°۴۸′جنوبی ۱۰۵°۰۰′غربی / ۰٫۸°جنوبی ۱۰۵٫۰°غربی   | ۵۴ کیلومتر (۳۴ مایل)   |                 | [ ۱ ]    |
| ۲۶ دسامبر ۱۱۴۴  | ۰۷:۲۰:۳۲           | ۱۰۸        | مرکب   | ۱٫۰۰۴۶    | ۰۰ دقیقه ۲۸ ثانیه | ۲۴°۱۸′جنوبی ۷۵°۰۶′شرقی / ۲۴٫۳°جنوبی ۷۵٫۱°شرقی   | ۱۶ کیلومتر (۹٫۹ مایل)  |                 | [ ۱ ]    |
| ۲۲ ژوئیه ۱۱۴۵   | ۰۲:۰۲:۴۴           | ۱۱۳        | حلقه‌ای | ۰٫۹۶۴۵    | ۰۳ دقیقه ۳۵ ثانیه | ۴۶°۳۶′شمالی ۱۵۱°۴۲′شرقی / ۴۶٫۶°شمالی ۱۵۱٫۷°شرقی | ۱۴۰ کیلومتر (۸۷ مایل)  |                 | [ ۱ ]    |
| ۱۵ دسامبر ۱۱۴۵  | ۲۱:۱۸:۴۶           | ۱۱۸        | کامل   | ۱٫۰۳۸۷    | ۰۲ دقیقه ۳۲ ثانیه | ۶۷°۰۰′جنوبی ۱۴۵°۰۰′غربی / ۶۷٫۰°جنوبی ۱۴۵٫۰°غربی | ۱۸۰ کیلومتر (۱۱۰ مایل) |                 | [ ۱ ]    |
| ۱۱ ژوئیه ۱۱۴۶   | ۰۳:۰۹:۱۵           | ۱۲۳        | جزئی   | ۰٫۶۸۱۷    | —                 | ۶۵°۲۴′شمالی ۲۵°۳۰′غربی / ۶۵٫۴°شمالی ۲۵٫۵°غربی   | —                      |                 | [ ۱ ]    |
| ۶ نوامبر ۱۱۴۶   | ۰۱:۳۳:۴۸           | ۹۰         | جزئی   | ۰٫۳۲۳۳    | —                 | ۶۲°۳۶′شمالی ۱۵۱°۵۴′غربی / ۶۲٫۶°شمالی ۱۵۱٫۹°غربی | —                      |                 | [ ۱ ]    |
| ۵ دسامبر ۱۱۴۶   | ۱۲:۵۷:۳۴           | ۱۲۸        | جزئی   | ۰٫۳۵۰۰    | —                 | ۶۵°۰۰′جنوبی ۱۶۸°۱۸′غربی / ۶۵٫۰°جنوبی ۱۶۸٫۳°غربی | —                      |                 | [ ۱ ]    |
| ۱ مه ۱۱۴۷       | ۱۷:۲۸:۵۱           | ۹۵         | حلقه‌ای | ۰٫۹۹۱۸    | ۰۰ دقیقه ۴۵ ثانیه | ۳۸°۴۲′جنوبی ۵۴°۵۴′غربی / ۳۸٫۷°جنوبی ۵۴٫۹°غربی   | ۵۷ کیلومتر (۳۵ مایل)   |                 | [ ۱ ]    |
| ۲۶ اکتبر ۱۱۴۷   | ۱۱:۱۱:۰۷           | ۱۰۰        | حلقه‌ای | ۰٫۹۵۹۵    | ۰۴ دقیقه ۱۱ ثانیه | ۲۷°۳۶′شمالی ۳۱°۴۲′شرقی / ۲۷٫۶°شمالی ۳۱٫۷°شرقی   | ۲۰۷ کیلومتر (۱۲۹ مایل) |                 | [ ۱ ]    |
| ۲۰ آوریل ۱۱۴۸   | ۰۵:۳۷:۵۳           | ۱۰۵        | کامل   | ۱٫۰۵۲۰    | ۰۴ دقیقه ۳۵ ثانیه | ۹°۴۸′شمالی ۱۰۰°۱۸′شرقی / ۹٫۸°شمالی ۱۰۰٫۳°شرقی   | ۱۷۲ کیلومتر (۱۰۷ مایل) |                 | [ ۱ ]    |
| ۱۴ اکتبر ۱۱۴۸   | ۱۳:۳۸:۰۶           | ۱۱۰        | حلقه‌ای | ۰٫۹۲۸۶    | ۰۸ دقیقه ۲۶ ثانیه | ۹°۴۲′جنوبی ۲۳°۵۴′غربی / ۹٫۷°جنوبی ۲۳٫۹°غربی     | ۲۶۸ کیلومتر (۱۶۷ مایل) |                 | [ ۱ ]    |
| ۹ آوریل ۱۱۴۹    | ۲۲:۰۴:۰۲           | ۱۱۵        | کامل   | ۱٫۰۶۷۶    | ۰۴ دقیقه ۳۸ ثانیه | ۴۴°۵۴′شمالی ۱۷۱°۵۴′غربی / ۴۴٫۹°شمالی ۱۷۱٫۹°غربی | ۲۸۶ کیلومتر (۱۷۸ مایل) |                 | [ ۱ ]    |
| ۳ اکتبر ۱۱۴۹    | ۱۳:۰۸:۱۱           | ۱۲۰        | حلقه‌ای | ۰٫۹۳۲۰    | ۰۶ دقیقه ۲۴ ثانیه | ۴۳°۰۰′جنوبی ۴۲°۴۲′غربی / ۴۳٫۰°جنوبی ۴۲٫۷°غربی   | ۳۳۹ کیلومتر (۲۱۱ مایل) |                 | [ ۱ ]    |
| ۱ مارس ۱۱۵۰     | ۰۳:۴۶:۲۳           | ۸۷         | جزئی   | ۰٫۴۷۶۵    | —                 | ۶۱°۰۰′جنوبی ۱۳۰°۳۶′غربی / ۶۱٫۰°جنوبی ۱۳۰٫۶°غربی | —                      |                 | [ ۱ ]    |
| ۳۰ مارس ۱۱۵۰    | ۱۴:۱۱:۳۴           | ۱۲۵        | جزئی   | ۰٫۲۸۱۹    | —                 | ۶۱°۱۲′شمالی ۱۳۰°۰۶′غربی / ۶۱٫۲°شمالی ۱۳۰٫۱°غربی | —                      |                 | [ ۱ ]    |
| ۲۴ اوت ۱۱۵۰     | ۰۵:۲۸:۳۴           | ۹۲         | جزئی   | ۰٫۳۱۱۸    | —                 | ۶۱°۲۴′شمالی ۱۵۱°۳۶′غربی / ۶۱٫۴°شمالی ۱۵۱٫۶°غربی | —                      |                 | [ ۱ ]    |
| ۲۲ سپتامبر ۱۱۵۰ | ۱۷:۱۲:۰۱           | ۱۳۰        | جزئی   | ۰٫۳۴۷۱    | —                 | ۶۰°۵۴′جنوبی ۱۷۰°۴۲′غربی / ۶۰٫۹°جنوبی ۱۷۰٫۷°غربی | —                      |                 | [ ۱ ]    |
| ۱۸ فوریه ۱۱۵۱   | ۱۱:۰۰:۰۲           | ۹۷         | حلقه‌ای | ۰٫۹۴۷۳    | ۰۴ دقیقه ۵۲ ثانیه | ۴۱°۳۶′جنوبی ۴۴°۱۲′شرقی / ۴۱٫۶°جنوبی ۴۴٫۲°شرقی   | ۲۴۰ کیلومتر (۱۵۰ مایل) |                 | [ ۱ ]    |
| ۱۳ اوت ۱۱۵۱     | ۲۰:۰۶:۱۰           | ۱۰۲        | کامل   | ۱٫۰۶۳۵    | ۰۴ دقیقه ۲۶ ثانیه | ۴۵°۱۲′شمالی ۹۵°۴۲′غربی / ۴۵٫۲°شمالی ۹۵٫۷°غربی   | ۲۵۸ کیلومتر (۱۶۰ مایل) |                 | [ ۱ ]    |
| ۷ فوریه ۱۱۵۲    | ۱۱:۳۲:۵۵           | ۱۰۷        | حلقه‌ای | ۰٫۹۲۳۸    | ۰۹ دقیقه ۱۹ ثانیه | ۸°۲۴′جنوبی ۱۲°۰۰′شرقی / ۸٫۴°جنوبی ۱۲٫۰°شرقی     | ۲۸۸ کیلومتر (۱۷۹ مایل) |                 | [ ۱ ]    |
| ۲ اوت ۱۱۵۲      | ۱۳:۰۴:۵۹           | ۱۱۲        | کامل   | ۱٫۰۶۸۵    | ۰۵ دقیقه ۵۵ ثانیه | ۹°۳۰′شمالی ۱۴°۲۴′غربی / ۹٫۵°شمالی ۱۴٫۴°غربی     | ۲۲۵ کیلومتر (۱۴۰ مایل) |                 | [ ۱ ]    |
| ۲۶ ژانویه ۱۱۵۳  | ۱۱:۴۴:۱۴           | ۱۱۷        | حلقه‌ای | ۰٫۹۳۷۲    | ۰۶ دقیقه ۵۳ ثانیه | ۳۱°۰۶′شمالی ۹°۰۰′غربی / ۳۱٫۱°شمالی ۹٫۰°غربی     | ۳۶۷ کیلومتر (۲۲۸ مایل) |                 | [ ۱ ]    |
| ۲۳ ژوئیه ۱۱۵۳   | ۰۳:۴۲:۳۸           | ۱۲۲        | کامل   | ۱٫۰۱۶۱    | ۰۱ دقیقه ۲۲ ثانیه | ۴۱°۳۶′جنوبی ۱۰۵°۰۰′شرقی / ۴۱٫۶°جنوبی ۱۰۵٫۰°شرقی | ۱۲۵ کیلومتر (۷۸ مایل)  |                 | [ ۱ ]    |
| ۱۷ دسامبر ۱۱۵۳  | ۰۵:۳۲:۰۱           | ۸۹         | جزئی   | ۰٫۳۵۶۰    | —                 | ۶۵°۴۲′جنوبی ۹۴°۴۸′غربی / ۶۵٫۷°جنوبی ۹۴٫۸°غربی   | —                      |                 | [ ۱ ]    |
| ۱۵ ژانویه ۱۱۵۴  | ۱۸:۰۸:۱۷           | ۱۲۷        | جزئی   | ۰٫۲۱۹۲    | —                 | ۶۳°۰۶′شمالی ۱۳۰°۰۶′غربی / ۶۳٫۱°شمالی ۱۳۰٫۱°غربی | —                      |                 | [ ۱ ]    |
| ۱۲ ژوئیه ۱۱۵۴   | ۲۲:۲۱:۵۳           | ۹۴         | جزئی   | ۰٫۸۵۳۰    | —                 | ۶۶°۰۶′شمالی ۱۶°۴۲′شرقی / ۶۶٫۱°شمالی ۱۶٫۷°شرقی   | —                      |                 | [ ۱ ]    |
| ۶ دسامبر ۱۱۵۴   | ۲۰:۲۶:۳۶           | ۹۹         | کامل   | ۱٫۰۴۲۵    | ۰۲ دقیقه ۵۰ ثانیه | ۶۴°۴۸′جنوبی ۱۲۱°۰۰′غربی / ۶۴٫۸°جنوبی ۱۲۱٫۰°غربی | ۱۹۰ کیلومتر (۱۲۰ مایل) |                 | [ ۱ ]    |
| ۱ ژوئیه ۱۱۵۵    | ۲۲:۵۷:۴۴           | ۱۰۴        | حلقه‌ای | ۰٫۹۵۲۰    | ۰۵ دقیقه ۱۹ ثانیه | ۴۱°۰۶′شمالی ۱۶۱°۳۰′غربی / ۴۱٫۱°شمالی ۱۶۱٫۵°غربی | ۱۸۵ کیلومتر (۱۱۵ مایل) |                 | [ ۱ ]    |
| ۲۶ نوامبر ۱۱۵۵  | ۱۱:۴۳:۳۸           | ۱۰۹        | کامل   | ۱٫۰۲۶۲    | ۰۲ دقیقه ۳۴ ثانیه | ۲۱°۵۴′جنوبی ۵°۳۰′شرقی / ۲۱٫۹°جنوبی ۵٫۵°شرقی     | ۸۹ کیلومتر (۵۵ مایل)   |                 | [ ۱ ]    |
| ۲۱ مه ۱۱۵۶      | ۰۲:۴۰:۴۵           | ۱۱۴        | حلقه‌ای | ۰٫۹۸۸۹    | ۰۱ دقیقه ۲۱ ثانیه | ۶°۱۸′جنوبی ۱۴۴°۱۸′شرقی / ۶٫۳°جنوبی ۱۴۴٫۳°شرقی   | ۴۴ کیلومتر (۲۷ مایل)   |                 | [ ۱ ]    |
| ۱۴ نوامبر ۱۱۵۶  | ۲۲:۴۴:۲۹           | ۱۱۹        | حلقه‌ای | ۰٫۹۶۸۷    | ۰۳ دقیقه ۲۸ ثانیه | ۲۶°۳۰′شمالی ۱۵۵°۱۲′غربی / ۲۶٫۵°شمالی ۱۵۵٫۲°غربی | ۱۶۴ کیلومتر (۱۰۲ مایل) |                 | [ ۱ ]    |
| ۱۱ آوریل ۱۱۵۷   | ۰۵:۲۳:۰۰           | ۸۶         | جزئی   | ۰٫۲۹۶۴    | —                 | ۷۱°۰۶′شمالی ۲۰°۴۲′غربی / ۷۱٫۱°شمالی ۲۰٫۷°غربی   | —                      |                 | [ ۱ ]    |
| ۱۰ مه ۱۱۵۷      | ۱۳:۳۲:۵۴           | ۱۲۴        | جزئی   | ۰٫۶۴۸۶    | —                 | ۶۹°۰۶′جنوبی ۲°۳۶′شرقی / ۶۹٫۱°جنوبی ۲٫۶°شرقی     | —                      |                 | [ ۱ ]    |
| ۵ اکتبر ۱۱۵۷    | ۰۸:۲۵:۱۴           | ۹۱         | جزئی   | ۰٫۰۴۹۴    | —                 | ۷۱°۴۲′جنوبی ۵۸°۴۲′غربی / ۷۱٫۷°جنوبی ۵۸٫۷°غربی   | —                      |                 | [ ۱ ]    |
| ۴ نوامبر ۱۱۵۷   | ۰۲:۳۳:۵۸           | ۱۲۹        | جزئی   | ۰٫۱۶۳۴    | —                 | ۶۹°۴۲′شمالی ۱۷۳°۱۸′شرقی / ۶۹٫۷°شمالی ۱۷۳٫۳°شرقی | —                      |                 | [ ۱ ]    |
| ۳۱ مارس ۱۱۵۸    | ۲۲:۰۷:۲۵           | ۹۶         | کامل   | ۱٫۰۶۲۱    | ۰۴ دقیقه ۳۳ ثانیه | ۴۶°۱۲′شمالی ۱۶۳°۵۴′غربی / ۴۶٫۲°شمالی ۱۶۳٫۹°غربی | ۲۷۱ کیلومتر (۱۶۸ مایل) |                 | [ ۱ ]    |
| ۲۴ سپتامبر ۱۱۵۸ | ۰۸:۳۶:۰۹           | ۱۰۱        | حلقه‌ای | ۰٫۹۴۱۵    | ۰۵ دقیقه ۱۵ ثانیه | ۵۴°۳۶′جنوبی ۲۶°۳۰′شرقی / ۵۴٫۶°جنوبی ۲۶٫۵°شرقی   | ۳۷۸ کیلومتر (۲۳۵ مایل) |                 | [ ۱ ]    |
| ۲۱ مارس ۱۱۵۹    | ۱۳:۱۴:۳۹           | ۱۰۶        | کامل   | ۱٫۰۲۵۴    | ۰۲ دقیقه ۳۲ ثانیه | ۰°۱۸′جنوبی ۱۲°۴۲′غربی / ۰٫۳°جنوبی ۱۲٫۷°غربی     | ۸۷ کیلومتر (۵۴ مایل)   |                 | [ ۱ ]    |
| ۱۳ سپتامبر ۱۱۵۹ | ۱۴:۵۰:۲۸           | ۱۱۱        | مرکب   | ۱٫۰۰۲۳    | ۰۰ دقیقه ۱۵ ثانیه | ۱°۵۴′جنوبی ۴۱°۴۸′غربی / ۱٫۹°جنوبی ۴۱٫۸°غربی     | ۸ کیلومتر (۵٫۰ مایل)   |                 | [ ۱ ]    |
| ۹ مارس ۱۱۶۰     | ۲۲:۲۳:۳۸           | ۱۱۶        | حلقه‌ای | ۰٫۹۵۹۹    | ۰۳ دقیقه ۲۸ ثانیه | ۵۳°۳۰′جنوبی ۱۲۴°۵۴′غربی / ۵۳٫۵°جنوبی ۱۲۴٫۹°غربی | ۲۵۶ کیلومتر (۱۵۹ مایل) |                 | [ ۱ ]    |
| ۲ سپتامبر ۱۱۶۰  | ۰۴:۰۷:۳۰           | ۱۲۱        | کامل   | ۱٫۰۵۰۴    | ۰۳ دقیقه ۴۹ ثانیه | ۴۴°۵۴′شمالی ۱۳۷°۰۶′شرقی / ۴۴٫۹°شمالی ۱۳۷٫۱°شرقی | ۲۲۲ کیلومتر (۱۳۸ مایل) |                 | [ ۱ ]    |
| ۲۸ ژانویه ۱۱۶۱  | ۰۶:۰۵:۴۲           | ۸۸         | جزئی   | ۰٫۲۲۱۴    | —                 | ۷۰°۰۶′شمالی ۵۹°۴۸′شرقی / ۷۰٫۱°شمالی ۵۹٫۸°شرقی   | —                      |                 | [ ۱ ]    |
| ۲۴ ژوئیه ۱۱۶۱   | ۱۳:۰۴:۵۳           | ۹۳         | جزئی   | ۰٫۶۵۴۰    | —                 | ۶۹°۲۴′جنوبی ۳۸°۴۸′غربی / ۶۹٫۴°جنوبی ۳۸٫۸°غربی   | —                      |                 | [ ۱ ]    |
| ۲۲ اوت ۱۱۶۱     | ۲۰:۴۶:۳۷           | ۱۳۱        | جزئی   | ۰٫۳۳۴۰    | —                 | ۷۱°۱۸′شمالی ۸°۴۸′غربی / ۷۱٫۳°شمالی ۸٫۸°غربی     | —                      |                 | [ ۱ ]    |
| ۱۷ ژانویه ۱۱۶۲  | ۰۷:۳۱:۴۸           | ۹۸         | حلقه‌ای | ۰٫۹۴۹۹    | ۰۵ دقیقه ۵۴ ثانیه | ۲۶°۰۶′شمالی ۶۷°۴۲′شرقی / ۲۶٫۱°شمالی ۶۷٫۷°شرقی   | ۲۶۲ کیلومتر (۱۶۳ مایل) |                 | [ ۱ ]    |
| ۱۴ ژوئیه ۱۱۶۲   | ۰۲:۱۹:۳۸           | ۱۰۳        | مرکب   | ۱٫۰۰۹۱    | ۰۱ دقیقه ۰۲ ثانیه | ۷°۱۸′جنوبی ۱۴۷°۰۶′شرقی / ۷٫۳°جنوبی ۱۴۷٫۱°شرقی   | ۳۵ کیلومتر (۲۲ مایل)   |                 | [ ۱ ]    |
| ۶ ژانویه ۱۱۶۳   | ۱۵:۵۸:۴۰           | ۱۰۸        | مرکب   | ۱٫۰۰۸۴    | ۰۰ دقیقه ۵۱ ثانیه | ۲۲°۳۶′جنوبی ۵۳°۲۴′غربی / ۲۲٫۶°جنوبی ۵۳٫۴°غربی   | ۲۹ کیلومتر (۱۸ مایل)   |                 | [ ۱ ]    |
| ۳ ژوئیه ۱۱۶۳    | ۰۸:۳۶:۰۴           | ۱۱۳        | حلقه‌ای | ۰٫۹۶۲۰    | ۰۴ دقیقه ۰۶ ثانیه | ۴۰°۳۰′شمالی ۵۵°۵۴′شرقی / ۴۰٫۵°شمالی ۵۵٫۹°شرقی   | ۱۴۵ کیلومتر (۹۰ مایل)  |                 | [ ۱ ]    |
| ۲۷ دسامبر ۱۱۶۳  | ۰۶:۱۱:۲۷           | ۱۱۸        | کامل   | ۱٫۰۴۰۰    | ۰۲ دقیقه ۳۸ ثانیه | ۶۶°۳۶′جنوبی ۹۱°۳۰′شرقی / ۶۶٫۶°جنوبی ۹۱٫۵°شرقی   | ۱۸۵ کیلومتر (۱۱۵ مایل) |                 | [ ۱ ]    |
| ۲۱ ژوئیه ۱۱۶۴   | ۰۹:۳۰:۳۶           | ۱۲۳        | جزئی   | ۰٫۸۳۳۶    | —                 | ۶۶°۲۴′شمالی ۱۳۱°۱۲′غربی / ۶۶٫۴°شمالی ۱۳۱٫۲°غربی | —                      |                 | [ ۱ ]    |
| ۱۶ نوامبر ۱۱۶۴  | ۱۰:۰۹:۴۳           | ۹۰         | جزئی   | ۰٫۳۰۲۷    | —                 | ۶۳°۲۴′شمالی ۶۹°۴۲′شرقی / ۶۳٫۴°شمالی ۶۹٫۷°شرقی   | —                      |                 | [ ۱ ]    |
| ۱۵ دسامبر ۱۱۶۴  | ۲۱:۴۸:۰۴           | ۱۲۸        | جزئی   | ۰٫۳۵۰۲    | —                 | ۶۶°۰۰′جنوبی ۴۸°۴۲′شرقی / ۶۶٫۰°جنوبی ۴۸٫۷°شرقی   | —                      |                 | [ ۱ ]    |
| ۱۲ مه ۱۱۶۵      | ۰۰:۳۳:۰۵           | ۹۵         | حلقه‌ای | ۰٫۹۹۴۶    | ۰۰ دقیقه ۲۸ ثانیه | ۴۶°۰۰′جنوبی ۱۶۰°۲۴′غربی / ۴۶٫۰°جنوبی ۱۶۰٫۴°غربی | ۵۳ کیلومتر (۳۳ مایل)   |                 | [ ۱ ]    |
| ۵ نوامبر ۱۱۶۵   | ۱۹:۱۹:۱۷           | ۱۰۰        | حلقه‌ای | ۰٫۹۵۴۴    | ۰۴ دقیقه ۵۵ ثانیه | ۲۶°۴۲′شمالی ۹۲°۳۶′غربی / ۲۶٫۷°شمالی ۹۲٫۶°غربی   | ۲۴۲ کیلومتر (۱۵۰ مایل) |                 | [ ۱ ]    |
| ۱ مه ۱۱۶۶       | ۱۳:۱۱:۰۳           | ۱۰۵        | کامل   | ۱٫۰۵۶۷    | ۰۵ دقیقه ۰۶ ثانیه | ۹°۳۰′شمالی ۱۲°۲۴′غربی / ۹٫۵°شمالی ۱۲٫۴°غربی     | ۱۸۹ کیلومتر (۱۱۷ مایل) |                 | [ ۱ ]    |
| ۲۵ اکتبر ۱۱۶۶   | ۲۱:۱۹:۴۰           | ۱۱۰        | حلقه‌ای | ۰٫۹۲۵۳    | ۰۹ دقیقه ۰۵ ثانیه | ۱۲°۱۲′جنوبی ۱۳۹°۱۲′غربی / ۱۲٫۲°جنوبی ۱۳۹٫۲°غربی | ۲۸۲ کیلومتر (۱۷۵ مایل) |                 | [ ۱ ]    |
| ۲۱ آوریل ۱۱۶۷   | ۰۵:۵۱:۴۰           | ۱۱۵        | کامل   | ۱٫۰۷۰۹    | ۰۴ دقیقه ۵۳ ثانیه | ۴۵°۴۸′شمالی ۷۳°۵۴′شرقی / ۴۵٫۸°شمالی ۷۳٫۹°شرقی   | ۲۸۴ کیلومتر (۱۷۶ مایل) |                 | [ ۱ ]    |
| ۱۴ اکتبر ۱۱۶۷   | ۲۰:۴۴:۴۱           | ۱۲۰        | حلقه‌ای | ۰٫۹۳۱۳    | ۰۶ دقیقه ۲۴ ثانیه | ۴۵°۲۴′جنوبی ۱۵۶°۰۰′غربی / ۴۵٫۴°جنوبی ۱۵۶٫۰°غربی | ۳۳۲ کیلومتر (۲۰۶ مایل) |                 | [ ۱ ]    |
| ۱۱ مارس ۱۱۶۸    | ۱۱:۴۳:۰۹           | ۸۷         | جزئی   | ۰٫۴۰۴۵    | —                 | ۶۰°۵۴′جنوبی ۱۰۱°۱۸′شرقی / ۶۰٫۹°جنوبی ۱۰۱٫۳°شرقی | —                      |                 | [ ۱ ]    |
| ۹ آوریل ۱۱۶۸    | ۲۱:۵۶:۳۵           | ۱۲۵        | جزئی   | ۰٫۳۷۱۳    | —                 | ۶۱°۳۰′شمالی ۱۰۴°۳۶′شرقی / ۶۱٫۵°شمالی ۱۰۴٫۶°شرقی | —                      |                 | [ ۱ ]    |
| ۳ سپتامبر ۱۱۶۸  | ۱۳:۱۰:۲۷           | ۹۲         | جزئی   | ۰٫۲۲۹۸    | —                 | ۶۱°۱۲′شمالی ۸۳°۵۴′شرقی / ۶۱٫۲°شمالی ۸۳٫۹°شرقی   | —                      |                 | [ ۱ ]    |
| ۳ اکتبر ۱۱۶۸    | ۰۱:۰۴:۲۴           | ۱۳۰        | جزئی   | ۰٫۴۱۲۹    | —                 | ۶۱°۰۶′جنوبی ۶۲°۱۲′شرقی / ۶۱٫۱°جنوبی ۶۲٫۲°شرقی   | —                      |                 | [ ۱ ]    |
| ۲۸ فوریه ۱۱۶۹   | ۱۸:۳۸:۳۸           | ۹۷         | حلقه‌ای | ۰٫۹۴۷۳    | ۰۴ دقیقه ۵۵ ثانیه | ۳۹°۱۸′جنوبی ۶۹°۴۲′غربی / ۳۹٫۳°جنوبی ۶۹٫۷°غربی   | ۲۴۸ کیلومتر (۱۵۴ مایل) |                 | [ ۱ ]    |
| ۲۴ اوت ۱۱۶۹     | ۰۳:۵۶:۰۰           | ۱۰۲        | کامل   | ۱٫۰۶۱۲    | ۰۴ دقیقه ۱۵ ثانیه | ۴۴°۰۶′شمالی ۱۴۹°۱۲′شرقی / ۴۴٫۱°شمالی ۱۴۹٫۲°شرقی | ۲۶۳ کیلومتر (۱۶۳ مایل) |                 | [ ۱ ]    |
| ۱۷ فوریه ۱۱۷۰   | ۱۹:۰۷:۰۷           | ۱۰۷        | حلقه‌ای | ۰٫۹۲۶۴    | ۰۸ دقیقه ۴۶ ثانیه | ۶°۰۶′جنوبی ۱۰۱°۳۰′غربی / ۶٫۱°جنوبی ۱۰۱٫۵°غربی   | ۲۷۷ کیلومتر (۱۷۲ مایل) |                 | [ ۱ ]    |
| ۱۳ اوت ۱۱۷۰     | ۲۰:۴۶:۵۰           | ۱۱۲        | کامل   | ۱٫۰۶۴۵    | ۰۵ دقیقه ۲۸ ثانیه | ۹°۱۸′شمالی ۱۲۹°۱۸′غربی / ۹٫۳°شمالی ۱۲۹٫۳°غربی   | ۲۱۱ کیلومتر (۱۳۱ مایل) |                 | [ ۱ ]    |
| ۶ فوریه ۱۱۷۱    | ۱۹:۳۸:۳۰           | ۱۱۷        | حلقه‌ای | ۰٫۹۴۲۱    | ۰۶ دقیقه ۰۵ ثانیه | ۳۱°۳۶′شمالی ۱۲۹°۴۲′غربی / ۳۱٫۶°شمالی ۱۲۹٫۷°غربی | ۳۲۱ کیلومتر (۱۹۹ مایل) |                 | [ ۱ ]    |
| ۳ اوت ۱۱۷۱      | ۱۱:۰۰:۱۸           | ۱۲۲        | کامل   | ۱٫۰۱۲۶    | ۰۱ دقیقه ۰۶ ثانیه | ۳۶°۱۲′جنوبی ۴°۳۶′غربی / ۳۶٫۲°جنوبی ۴٫۶°غربی     | ۷۷ کیلومتر (۴۸ مایل)   |                 | [ ۱ ]    |
| ۲۸ دسامبر ۱۱۷۱  | ۱۴:۱۶:۴۰           | ۸۹         | جزئی   | ۰٫۳۵۶۴    | —                 | ۶۴°۴۲′جنوبی ۱۲۳°۴۲′شرقی / ۶۴٫۷°جنوبی ۱۲۳٫۷°شرقی | —                      |                 | [ ۱ ]    |
| ۲۷ ژانویه ۱۱۷۲  | ۰۲:۳۳:۰۵           | ۱۲۷        | جزئی   | ۰٫۲۴۵۳    | —                 | ۶۲°۲۴′شمالی ۹۴°۱۸′شرقی / ۶۲٫۴°شمالی ۹۴٫۳°شرقی   | —                      |                 | [ ۱ ]    |
| ۲۳ ژوئیه ۱۱۷۲   | ۰۴:۴۷:۳۸           | ۹۴         | جزئی   | ۰٫۷۰۰۴    | —                 | ۶۵°۰۶′شمالی ۹۰°۰۰′غربی / ۶۵٫۱°شمالی ۹۰٫۰°غربی   | —                      |                 | [ ۱ ]    |
| ۱۷ دسامبر ۱۱۷۲  | ۰۵:۲۰:۰۶           | ۹۹         | کامل   | ۱٫۰۴۲۶    | ۰۲ دقیقه ۴۹ ثانیه | ۶۴°۳۶′جنوبی ۱۱۴°۱۸′شرقی / ۶۴٫۶°جنوبی ۱۱۴٫۳°شرقی | ۱۹۰ کیلومتر (۱۲۰ مایل) |                 | [ ۱ ]    |
| ۱۲ ژوئیه ۱۱۷۳   | ۰۵:۲۲:۴۴           | ۱۰۴        | حلقه‌ای | ۰٫۹۵۳۱    | ۰۴ دقیقه ۵۱ ثانیه | ۴۷°۰۰′شمالی ۱۰۵°۰۶′شرقی / ۴۷٫۰°شمالی ۱۰۵٫۱°شرقی | ۱۸۷ کیلومتر (۱۱۶ مایل) |                 | [ ۱ ]    |
| ۶ دسامبر ۱۱۷۳   | ۲۰:۲۹:۳۰           | ۱۰۹        | کامل   | ۱٫۰۲۳۴    | ۰۲ دقیقه ۱۷ ثانیه | ۲۳°۱۲′جنوبی ۱۲۵°۰۰′غربی / ۲۳٫۲°جنوبی ۱۲۵٫۰°غربی | ۸۰ کیلومتر (۵۰ مایل)   |                 | [ ۱ ]    |
| ۱ ژوئیه ۱۱۷۴    | ۰۹:۳۱:۵۰           | ۱۱۴        | حلقه‌ای | ۰٫۹۹۳۸    | ۰۰ دقیقه ۴۵ ثانیه | ۰°۱۸′شمالی ۳۹°۴۲′شرقی / ۰٫۳°شمالی ۳۹٫۷°شرقی     | ۲۴ کیلومتر (۱۵ مایل)   |                 | [ ۱ ]    |
| ۲۶ نوامبر ۱۱۷۴  | ۰۷:۰۸:۳۱           | ۱۱۹        | حلقه‌ای | ۰٫۹۶۴۸    | ۰۴ دقیقه ۰۲ ثانیه | ۲۴°۲۴′شمالی ۷۶°۰۰′شرقی / ۲۴٫۴°شمالی ۷۶٫۰°شرقی   | ۱۸۵ کیلومتر (۱۱۵ مایل) |                 | [ ۱ ]    |
| ۲۲ آوریل ۱۱۷۵   | ۱۳:۰۴:۵۸           | ۸۶         | جزئی   | ۰٫۱۹۱۶    | —                 | ۷۰°۲۴′شمالی ۱۴۹°۲۴′غربی / ۷۰٫۴°شمالی ۱۴۹٫۴°غربی | —                      |                 | [ ۱ ]    |
| ۲۱ مه ۱۱۷۵      | ۲۰:۵۳:۰۱           | ۱۲۴        | جزئی   | ۰٫۷۸۸۲    | —                 | ۶۸°۰۶′جنوبی ۱۱۹°۱۸′غربی / ۶۸٫۱°جنوبی ۱۱۹٫۳°غربی | —                      |                 | [ ۱ ]    |
| ۱۶ اکتبر ۱۱۷۵   | ۱۵:۵۷:۴۶           | ۹۱         | جزئی   | ۰٫۰۰۱۹    | —                 | ۷۱°۰۶′جنوبی ۱۷۴°۱۸′شرقی / ۷۱٫۱°جنوبی ۱۷۴٫۳°شرقی | —                      |                 | [ ۱ ]    |
| ۱۵ نوامبر ۱۱۷۵  | ۱۰:۳۱:۲۰           | ۱۲۹        | جزئی   | ۰٫۱۸۲۱    | —                 | ۶۸°۴۲′شمالی ۴۱°۳۶′شرقی / ۶۸٫۷°شمالی ۴۱٫۶°شرقی   | —                      |                 | [ ۱ ]    |
| ۱۱ آوریل ۱۱۷۶   | ۰۵:۵۹:۳۱           | ۹۶         | کامل   | ۱٫۰۶۲۹    | ۰۴ دقیقه ۲۰ ثانیه | ۵۴°۱۲′شمالی ۷۴°۱۲′شرقی / ۵۴٫۲°شمالی ۷۴٫۲°شرقی   | ۲۹۵ کیلومتر (۱۸۳ مایل) |                 | [ ۱ ]    |
| ۴ اکتبر ۱۱۷۶    | ۱۶:۱۱:۳۰           | ۱۰۱        | حلقه‌ای | ۰٫۹۴۰۰    | ۰۵ دقیقه ۰۰ ثانیه | ۶۱°۴۲′جنوبی ۹۴°۰۶′غربی / ۶۱٫۷°جنوبی ۹۴٫۱°غربی   | ۴۲۸ کیلومتر (۲۶۶ مایل) |                 | [ ۱ ]    |
| ۳۱ مارس ۱۱۷۷    | ۲۱:۰۰:۱۸           | ۱۰۶        | کامل   | ۱٫۰۲۵۳    | ۰۲ دقیقه ۳۳ ثانیه | ۶°۳۶′شمالی ۱۳۱°۱۲′غربی / ۶٫۶°شمالی ۱۳۱٫۲°غربی   | ۸۶ کیلومتر (۵۳ مایل)   |                 | [ ۱ ]    |
| ۲۳ سپتامبر ۱۱۷۷ | ۲۲:۴۲:۲۲           | ۱۱۱        | مرکب   | ۱٫۰۰۲۵    | ۰۰ دقیقه ۱۶ ثانیه | ۸°۱۸′جنوبی ۱۶۱°۳۰′غربی / ۸٫۳°جنوبی ۱۶۱٫۵°غربی   | ۹ کیلومتر (۵٫۶ مایل)   |                 | [ ۱ ]    |
| ۲۱ مارس ۱۱۷۸    | ۰۵:۵۳:۱۵           | ۱۱۶        | حلقه‌ای | ۰٫۹۶۱۰    | ۰۳ دقیقه ۳۹ ثانیه | ۴۶°۰۰′جنوبی ۱۱۶°۲۴′شرقی / ۴۶٫۰°جنوبی ۱۱۶٫۴°شرقی | ۲۲۵ کیلومتر (۱۴۰ مایل) |                 | [ ۱ ]    |
| ۱۳ سپتامبر ۱۱۷۸ | ۱۲:۰۸:۳۷           | ۱۲۱        | کامل   | ۱٫۰۵۰۰    | ۰۳ دقیقه ۵۹ ثانیه | ۳۷°۳۶′شمالی ۱۳°۱۸′شرقی / ۳۷٫۶°شمالی ۱۳٫۳°شرقی   | ۲۱۰ کیلومتر (۱۳۰ مایل) |                 | [ ۱ ]    |
| ۸ فوریه ۱۱۷۹    | ۱۳:۴۸:۴۹           | ۸۸         | جزئی   | ۰٫۱۸۶۰    | —                 | ۷۰°۵۴′شمالی ۶۹°۱۲′غربی / ۷۰٫۹°شمالی ۶۹٫۲°غربی   | —                      |                 | [ ۱ ]    |
| ۱۰ مارس ۱۱۷۹    | ۰۷:۳۹:۵۱           | ۱۲۶        | جزئی   | ۰٫۰۵۳۶    | —                 | ۷۲°۰۰′جنوبی ۱۶۵°۲۴′شرقی / ۷۲٫۰°جنوبی ۱۶۵٫۴°شرقی | —                      |                 | [ ۱ ]    |
| ۴ اوت ۱۱۷۹      | ۲۰:۳۷:۵۵           | ۹۳         | جزئی   | ۰٫۵۲۸۳    | —                 | ۷۰°۱۲′جنوبی ۱۶۴°۴۲′غربی / ۷۰٫۲°جنوبی ۱۶۴٫۷°غربی | —                      |                 | [ ۱ ]    |
| ۳ سپتامبر ۱۱۷۹  | ۰۴:۴۲:۱۴           | ۱۳۱        | جزئی   | ۰٫۴۲۴۱    | —                 | ۷۱°۴۲′شمالی ۱۴۱°۴۲′غربی / ۷۱٫۷°شمالی ۱۴۱٫۷°غربی | —                      |                 | [ ۱ ]    |
| ۲۸ ژانویه ۱۱۸۰  | ۱۵:۳۹:۲۱           | ۹۸         | حلقه‌ای | ۰٫۹۵۴۲    | ۰۵ دقیقه ۰۸ ثانیه | ۲۹°۳۰′شمالی ۵۷°۱۲′غربی / ۲۹٫۵°شمالی ۵۷٫۲°غربی   | ۲۴۲ کیلومتر (۱۵۰ مایل) |                 | [ ۱ ]    |
| ۲۴ ژوئیه ۱۱۸۰   | ۰۹:۲۵:۰۸           | ۱۰۳        | مرکب   | ۱٫۰۰۳۱    | ۰۰ دقیقه ۲۱ ثانیه | ۱۴°۲۴′جنوبی ۳۸°۰۰′شرقی / ۱۴٫۴°جنوبی ۳۸٫۰°شرقی   | ۱۳ کیلومتر (۸٫۱ مایل)  |                 | [ ۱ ]    |
| ۱۷ ژانویه ۱۱۸۱  | ۰۰:۳۳:۲۵           | ۱۰۸        | مرکب   | ۱٫۰۱۲۷    | ۰۱ دقیقه ۱۷ ثانیه | ۱۹°۴۸′جنوبی ۱۷۸°۳۰′شرقی / ۱۹٫۸°جنوبی ۱۷۸٫۵°شرقی | ۴۴ کیلومتر (۲۷ مایل)   |                 | [ ۱ ]    |
| ۱۳ ژوئیه ۱۱۸۱   | ۱۵:۱۱:۳۸           | ۱۱۳        | حلقه‌ای | ۰٫۹۵۹۰    | ۰۴ دقیقه ۴۲ ثانیه | ۳۳°۵۴′شمالی ۴۲°۰۰′غربی / ۳۳٫۹°شمالی ۴۲٫۰°غربی   | ۱۵۳ کیلومتر (۹۵ مایل)  |                 | [ ۱ ]    |
| ۶ ژانویه ۱۱۸۲   | ۱۵:۰۰:۳۲           | ۱۱۸        | کامل   | ۱٫۰۴۱۹    | ۰۲ دقیقه ۴۸ ثانیه | ۶۴°۲۴′جنوبی ۳۲°۴۲′غربی / ۶۴٫۴°جنوبی ۳۲٫۷°غربی   | ۱۹۲ کیلومتر (۱۱۹ مایل) |                 | [ ۱ ]    |
| ۲ ژوئیه ۱۱۸۲    | ۱۵:۵۵:۴۸           | ۱۲۳        | حلقه‌ای | ۰٫۹۳۶۸    | ۰۳ دقیقه ۵۰ ثانیه | ۷۴°۳۶′شمالی ۱۲۰°۰۶′شرقی / ۷۴٫۶°شمالی ۱۲۰٫۱°شرقی | —                      |                 | [ ۱ ]    |
| ۲۷ نوامبر ۱۱۸۲  | ۱۸:۴۸:۴۳           | ۹۰         | جزئی   | ۰٫۲۸۸۳    | —                 | ۶۴°۱۸′شمالی ۶۹°۴۸′غربی / ۶۴٫۳°شمالی ۶۹٫۸°غربی   | —                      |                 | [ ۱ ]    |
| ۲۷ دسامبر ۱۱۸۲  | ۰۶:۳۷:۰۹           | ۱۲۸        | جزئی   | ۰٫۳۵۰۶    | —                 | ۶۷°۰۶′جنوبی ۹۴°۲۴′غربی / ۶۷٫۱°جنوبی ۹۴٫۴°غربی   | —                      |                 | [ ۱ ]    |
| ۲۳ مه ۱۱۸۳      | ۰۷:۳۴:۵۹           | ۹۵         | جزئی   | ۰٫۹۷۹۷    | —                 | ۶۳°۵۴′جنوبی ۱۰۴°۰۶′شرقی / ۶۳٫۹°جنوبی ۱۰۴٫۱°شرقی | —                      |                 | [ ۱ ]    |
| ۱۷ نوامبر ۱۱۸۳  | ۰۳:۳۲:۰۲           | ۱۰۰        | حلقه‌ای | ۰٫۹۵۰۰    | ۰۵ دقیقه ۳۸ ثانیه | ۲۶°۱۲′شمالی ۱۴۱°۴۲′شرقی / ۲۶٫۲°شمالی ۱۴۱٫۷°شرقی | ۲۷۴ کیلومتر (۱۷۰ مایل) |                 | [ ۱ ]    |
| ۱۱ مه ۱۱۸۴      | ۲۰:۳۹:۰۴           | ۱۰۵        | کامل   | ۱٫۰۶۰۹    | ۰۵ دقیقه ۳۵ ثانیه | ۸°۱۸′شمالی ۱۲۳°۵۴′غربی / ۸٫۳°شمالی ۱۲۳٫۹°غربی   | ۲۰۴ کیلومتر (۱۲۷ مایل) |                 | [ ۱ ]    |
| ۵ نوامبر ۱۱۸۴   | ۰۵:۰۹:۱۲           | ۱۱۰        | حلقه‌ای | ۰٫۹۲۲۴    | ۰۹ دقیقه ۴۵ ثانیه | ۱۴°۲۴′جنوبی ۱۰۳°۴۲′شرقی / ۱۴٫۴°جنوبی ۱۰۳٫۷°شرقی | ۲۹۴ کیلومتر (۱۸۳ مایل) |                 | [ ۱ ]    |
| ۱ مه ۱۱۸۵       | ۱۳:۳۰:۵۷           | ۱۱۵        | کامل   | ۱٫۰۷۳۶    | ۰۵ دقیقه ۱۰ ثانیه | ۴۶°۰۰′شمالی ۳۷°۱۲′غربی / ۴۶٫۰°شمالی ۳۷٫۲°غربی   | ۲۸۰ کیلومتر (۱۷۰ مایل) |                 | [ ۱ ]    |
| ۲۵ اکتبر ۱۱۸۵   | ۰۴:۳۱:۵۶           | ۱۲۰        | حلقه‌ای | ۰٫۹۳۰۸    | ۰۶ دقیقه ۲۴ ثانیه | ۴۸°۲۴′جنوبی ۸۸°۳۰′شرقی / ۴۸٫۴°جنوبی ۸۸٫۵°شرقی   | ۳۲۸ کیلومتر (۲۰۴ مایل) |                 | [ ۱ ]    |
| ۲۲ مارس ۱۱۸۶    | ۱۹:۲۹:۳۴           | ۸۷         | جزئی   | ۰٫۳۱۸۳    | —                 | ۶۱°۰۰′جنوبی ۲۴°۱۲′غربی / ۶۱٫۰°جنوبی ۲۴٫۲°غربی   | —                      |                 | [ ۱ ]    |
| ۲۱ آوریل ۱۱۸۶   | ۰۵:۳۲:۴۶           | ۱۲۵        | جزئی   | ۰٫۴۷۳۲    | —                 | ۶۲°۰۰′شمالی ۱۸°۳۶′غربی / ۶۲٫۰°شمالی ۱۸٫۶°غربی   | —                      |                 | [ ۱ ]    |
| ۱۴ سپتامبر ۱۱۸۶ | ۲۱:۰۱:۱۷           | ۹۲         | جزئی   | ۰٫۱۵۹۸    | —                 | ۶۱°۰۶′شمالی ۴۲°۴۲′غربی / ۶۱٫۱°شمالی ۴۲٫۷°غربی   | —                      |                 | [ ۱ ]    |
| ۱۴ اکتبر ۱۱۸۶   | ۰۹:۰۶:۰۱           | ۱۳۰        | جزئی   | ۰٫۴۶۷۰    | —                 | ۶۱°۲۴′جنوبی ۶۷°۰۶′غربی / ۶۱٫۴°جنوبی ۶۷٫۱°غربی   | —                      |                 | [ ۱ ]    |
| ۱۲ مارس ۱۱۸۷    | ۰۲:۰۸:۴۱           | ۹۷         | حلقه‌ای | ۰٫۹۴۷۴    | ۰۴ دقیقه ۵۹ ثانیه | ۳۷°۴۸′جنوبی ۱۷۸°۱۲′شرقی / ۳۷٫۸°جنوبی ۱۷۸٫۲°شرقی | ۲۵۹ کیلومتر (۱۶۱ مایل) |                 | [ ۱ ]    |
| ۴ سپتامبر ۱۱۸۷  | ۱۱:۵۲:۳۶           | ۱۰۲        | کامل   | ۱٫۰۵۸۵    | ۰۴ دقیقه ۰۵ ثانیه | ۴۲°۴۸′شمالی ۳۱°۳۰′شرقی / ۴۲٫۸°شمالی ۳۱٫۵°شرقی   | ۲۶۷ کیلومتر (۱۶۶ مایل) |                 | [ ۱ ]    |
| ۲۹ فوریه ۱۱۸۸   | ۰۲:۳۴:۰۱           | ۱۰۷        | حلقه‌ای | ۰٫۹۲۹۴    | ۰۸ دقیقه ۱۴ ثانیه | ۳°۴۸′جنوبی ۱۴۶°۵۴′شرقی / ۳٫۸°جنوبی ۱۴۶٫۹°شرقی   | ۲۶۵ کیلومتر (۱۶۵ مایل) |                 | [ ۱ ]    |
| ۲۴ اوت ۱۱۸۸     | ۰۴:۳۲:۵۸           | ۱۱۲        | کامل   | ۱٫۰۵۹۸    | ۰۵ دقیقه ۰۱ ثانیه | ۸°۲۴′شمالی ۱۱۴°۳۶′شرقی / ۸٫۴°شمالی ۱۱۴٫۶°شرقی   | ۱۹۷ کیلومتر (۱۲۲ مایل) |                 | [ ۱ ]    |
| ۱۷ فوریه ۱۱۸۹   | ۰۳:۲۷:۳۷           | ۱۱۷        | حلقه‌ای | ۰٫۹۴۷۵    | ۰۵ دقیقه ۱۸ ثانیه | ۳۲°۱۸′شمالی ۱۱۱°۲۴′شرقی / ۳۲٫۳°شمالی ۱۱۱٫۴°شرقی | ۲۷۶ کیلومتر (۱۷۱ مایل) |                 | [ ۱ ]    |
| ۱۳ اوت ۱۱۸۹     | ۱۸:۲۲:۰۸           | ۱۲۲        | مرکب   | ۱٫۰۰۸۲    | ۰۰ دقیقه ۴۳ ثانیه | ۳۳°۱۲′جنوبی ۱۱۵°۲۴′غربی / ۳۳٫۲°جنوبی ۱۱۵٫۴°غربی | ۴۳ کیلومتر (۲۷ مایل)   |                 | [ ۱ ]    |
| ۷ ژانویه ۱۱۹۰   | ۲۲:۵۹:۴۳           | ۸۹         | جزئی   | ۰٫۳۵۲۸    | —                 | ۶۳°۴۲′جنوبی ۱۶°۵۴′غربی / ۶۳٫۷°جنوبی ۱۶٫۹°غربی   | —                      |                 | [ ۱ ]    |
| ۶ فوریه ۱۱۹۰    | ۱۰:۵۳:۰۴           | ۱۲۷        | جزئی   | ۰٫۲۸۰۱    | —                 | ۶۱°۴۸′شمالی ۳۹°۴۸′غربی / ۶۱٫۸°شمالی ۳۹٫۸°غربی   | —                      |                 | [ ۱ ]    |
| ۴ ژوئیه ۱۱۹۰    | ۱۱:۱۵:۳۸           | ۹۴         | جزئی   | ۰٫۵۵۲۸    | —                 | ۶۴°۱۲′شمالی ۱۶۳°۰۰′شرقی / ۶۴٫۲°شمالی ۱۶۳٫۰°شرقی | —                      |                 | [ ۱ ]    |
| ۲۸ دسامبر ۱۱۹۰  | ۱۴:۱۲:۵۸           | ۹۹         | کامل   | ۱٫۰۴۳۰    | ۰۲ دقیقه ۵۰ ثانیه | ۶۳°۰۶′جنوبی ۱۱°۱۲′غربی / ۶۳٫۱°جنوبی ۱۱٫۲°غربی   | ۱۹۳ کیلومتر (۱۲۰ مایل) |                 | [ ۱ ]    |
| ۲۳ ژوئیه ۱۱۹۱   | ۱۱:۴۹:۲۵           | ۱۰۴        | حلقه‌ای | ۰٫۹۵۳۹    | ۰۴ دقیقه ۲۸ ثانیه | ۵۲°۰۰′شمالی ۱۳°۱۲′شرقی / ۵۲٫۰°شمالی ۱۳٫۲°شرقی   | ۱۹۳ کیلومتر (۱۲۰ مایل) |                 | [ ۱ ]    |
| ۱۸ دسامبر ۱۱۹۱  | ۰۵:۱۵:۲۲           | ۱۰۹        | کامل   | ۱٫۰۲۰۹    | ۰۲ دقیقه ۰۲ ثانیه | ۲۳°۳۶′جنوبی ۱۰۴°۴۲′شرقی / ۲۳٫۶°جنوبی ۱۰۴٫۷°شرقی | ۷۱ کیلومتر (۴۴ مایل)   |                 | [ ۱ ]    |
| ۱۱ ژوئیه ۱۱۹۲   | ۱۶:۲۳:۴۴           | ۱۱۴        | حلقه‌ای | ۰٫۹۹۸۱    | ۰۰ دقیقه ۱۴ ثانیه | ۶°۰۰′شمالی ۶۴°۱۸′غربی / ۶٫۰°شمالی ۶۴٫۳°غربی     | ۷ کیلومتر (۴٫۳ مایل)   |                 | [ ۱ ]    |
| ۶ دسامبر ۱۱۹۲   | ۱۵:۳۳:۲۸           | ۱۱۹        | حلقه‌ای | ۰٫۹۶۱۴    | ۰۴ دقیقه ۳۰ ثانیه | ۲۳°۰۶′شمالی ۵۲°۵۴′غربی / ۲۳٫۱°شمالی ۵۲٫۹°غربی   | ۲۰۳ کیلومتر (۱۲۶ مایل) |                 | [ ۱ ]    |
| ۲ مه ۱۱۹۳       | ۲۰:۴۱:۰۶           | ۸۶         | جزئی   | ۰٫۰۷۶۵    | —                 | ۶۹°۳۶′شمالی ۸۳°۴۸′شرقی / ۶۹٫۶°شمالی ۸۳٫۸°شرقی   | —                      |                 | [ ۱ ]    |
| ۱ ژوئیه ۱۱۹۳    | ۰۴:۱۱:۳۷           | ۱۲۴        | جزئی   | ۰٫۹۳۳۱    | —                 | ۶۷°۰۶′جنوبی ۱۱۹°۴۸′شرقی / ۶۷٫۱°جنوبی ۱۱۹٫۸°شرقی | —                      |                 | [ ۱ ]    |
| ۲۵ نوامبر ۱۱۹۳  | ۱۸:۳۲:۲۸           | ۱۲۹        | جزئی   | ۰٫۱۹۵۴    | —                 | ۶۷°۴۲′شمالی ۹۰°۱۸′غربی / ۶۷٫۷°شمالی ۹۰٫۳°غربی   | —                      |                 | [ ۱ ]    |
| ۲۲ آوریل ۱۱۹۴   | ۱۳:۴۴:۳۰           | ۹۶         | کامل   | ۱٫۰۶۲۹    | ۰۴ دقیقه ۰۳ ثانیه | ۶۲°۵۴′شمالی ۴۶°۴۲′غربی / ۶۲٫۹°شمالی ۴۶٫۷°غربی   | ۳۲۷ کیلومتر (۲۰۳ مایل) |                 | [ ۱ ]    |
| ۱۵ اکتبر ۱۱۹۴   | ۲۳:۵۶:۱۲           | ۱۰۱        | حلقه‌ای | ۰٫۹۳۸۹    | ۰۴ دقیقه ۴۵ ثانیه | ۶۸°۱۲′جنوبی ۱۴۲°۰۰′شرقی / ۶۸٫۲°جنوبی ۱۴۲٫۰°شرقی | ۴۸۱ کیلومتر (۲۹۹ مایل) |                 | [ ۱ ]    |
| ۱۲ آوریل ۱۱۹۵   | ۰۴:۳۷:۲۰           | ۱۰۶        | کامل   | ۱٫۰۲۴۸    | ۰۲ دقیقه ۲۹ ثانیه | ۱۳°۳۶′شمالی ۱۱۲°۴۲′شرقی / ۱۳٫۶°شمالی ۱۱۲٫۷°شرقی | ۸۴ کیلومتر (۵۲ مایل)   |                 | [ ۱ ]    |
| ۵ اکتبر ۱۱۹۵    | ۰۶:۴۴:۱۳           | ۱۱۱        | مرکب   | ۱٫۰۰۲۶    | ۰۰ دقیقه ۱۶ ثانیه | ۱۴°۱۸′جنوبی ۷۶°۳۶′شرقی / ۱۴٫۳°جنوبی ۷۶٫۶°شرقی   | ۹ کیلومتر (۵٫۶ مایل)   |                 | [ ۱ ]    |
| ۳۱ مارس ۱۱۹۶    | ۱۳:۱۱:۰۹           | ۱۱۶        | حلقه‌ای | ۰٫۹۶۲۱    | ۰۳ دقیقه ۵۲ ثانیه | ۳۸°۰۶′جنوبی ۱°۲۴′شرقی / ۳۸٫۱°جنوبی ۱٫۴°شرقی     | ۲۰۰ کیلومتر (۱۲۰ مایل) |                 | [ ۱ ]    |
| ۲۳ سپتامبر ۱۱۹۶ | ۲۰:۱۸:۴۶           | ۱۲۱        | کامل   | ۱٫۰۴۹۱    | ۰۴ دقیقه ۰۶ ثانیه | ۳۰°۵۴′شمالی ۱۱۲°۱۸′غربی / ۳۰٫۹°شمالی ۱۱۲٫۳°غربی | ۱۹۹ کیلومتر (۱۲۴ مایل) |                 | [ ۱ ]    |
| ۱۸ فوریه ۱۱۹۷   | ۲۱:۲۳:۵۱           | ۸۸         | جزئی   | ۰٫۱۳۹۰    | —                 | ۷۱°۳۰′شمالی ۱۶۳°۲۴′شرقی / ۷۱٫۵°شمالی ۱۶۳٫۴°شرقی | —                      |                 | [ ۱ ]    |
| ۲۰ مارس ۱۱۹۷    | ۱۴:۴۸:۵۶           | ۱۲۶        | جزئی   | ۰٫۱۳۲۷    | —                 | ۷۲°۰۰′جنوبی ۴۳°۴۸′شرقی / ۷۲٫۰°جنوبی ۴۳٫۸°شرقی   | —                      |                 | [ ۱ ]    |
| ۱۵ اوت ۱۱۹۷     | ۰۴:۱۶:۰۷           | ۹۳         | جزئی   | ۰٫۴۱۲۹    | —                 | ۷۱°۰۰′جنوبی ۶۷°۳۶′شرقی / ۷۱٫۰°جنوبی ۶۷٫۶°شرقی   | —                      |                 | [ ۱ ]    |
| ۱۳ سپتامبر ۱۱۹۷ | ۱۲:۴۵:۵۴           | ۱۳۱        | جزئی   | ۰٫۵۰۰۹    | —                 | ۷۱°۵۴′شمالی ۸۳°۰۶′شرقی / ۷۱٫۹°شمالی ۸۳٫۱°شرقی   | —                      |                 | [ ۱ ]    |
| ۷ فوریه ۱۱۹۸    | ۲۳:۴۱:۱۹           | ۹۸         | حلقه‌ای | ۰٫۹۵۹۰    | ۰۴ دقیقه ۲۰ ثانیه | ۳۳°۵۴′شمالی ۱۷۸°۵۴′شرقی / ۳۳٫۹°شمالی ۱۷۸٫۹°شرقی | ۲۲۱ کیلومتر (۱۳۷ مایل) |                 | [ ۱ ]    |
| ۴ اوت ۱۱۹۸      | ۱۶:۳۴:۴۶           | ۱۰۳        | حلقه‌ای | ۰٫۹۹۶۷    | ۰۰ دقیقه ۲۱ ثانیه | ۲۲°۰۰′جنوبی ۷۲°۴۸′غربی / ۲۲٫۰°جنوبی ۷۲٫۸°غربی   | ۱۵ کیلومتر (۹٫۳ مایل)  |                 | [ ۱ ]    |
| ۲۸ ژانویه ۱۱۹۹  | ۰۹:۰۵:۲۷           | ۱۰۸        | مرکب   | ۱٫۰۱۷۴    | ۰۱ دقیقه ۴۵ ثانیه | ۱۶°۱۲′جنوبی ۵۰°۳۰′شرقی / ۱۶٫۲°جنوبی ۵۰٫۵°شرقی   | ۶۰ کیلومتر (۳۷ مایل)   |                 | [ ۱ ]    |
| ۲۴ ژوئیه ۱۱۹۹   | ۲۱:۴۸:۳۱           | ۱۱۳        | حلقه‌ای | ۰٫۹۵۵۷    | ۰۵ دقیقه ۲۱ ثانیه | ۲۶°۴۸′شمالی ۱۴۱°۲۴′غربی / ۲۶٫۸°شمالی ۱۴۱٫۴°غربی | ۱۶۳ کیلومتر (۱۰۱ مایل) |                 | [ ۱ ]    |
| ۱۷ ژانویه ۱۲۰۰  | ۲۳:۴۸:۲۹           | ۱۱۸        | کامل   | ۱٫۰۴۴۳    | ۰۳ دقیقه ۰۱ ثانیه | ۶۱°۰۰′جنوبی ۱۵۹°۰۶′غربی / ۶۱٫۰°جنوبی ۱۵۹٫۱°غربی | ۲۰۰ کیلومتر (۱۲۰ مایل) |                 | [ ۱ ]    |
| ۱۲ ژوئیه ۱۲۰۰   | ۲۲:۲۲:۵۰           | ۱۲۳        | حلقه‌ای | ۰٫۹۴۰۹    | ۰۴ دقیقه ۱۲ ثانیه | ۸۳°۳۶′شمالی ۱۰۱°۳۰′غربی / ۸۳٫۶°شمالی ۱۰۱٫۵°غربی | ۵۲۱ کیلومتر (۳۲۴ مایل) |                 | [ ۱ ]    |
| ۸ دسامبر ۱۲۰۰   | ۰۳:۳۰:۰۳           | ۹۰         | جزئی   | ۰٫۲۷۷۱    | —                 | ۶۵°۱۸′شمالی ۱۴۹°۵۴′شرقی / ۶۵٫۳°شمالی ۱۴۹٫۹°شرقی | —                      |                 | [ ۱ ]    |